# Sachsenküste

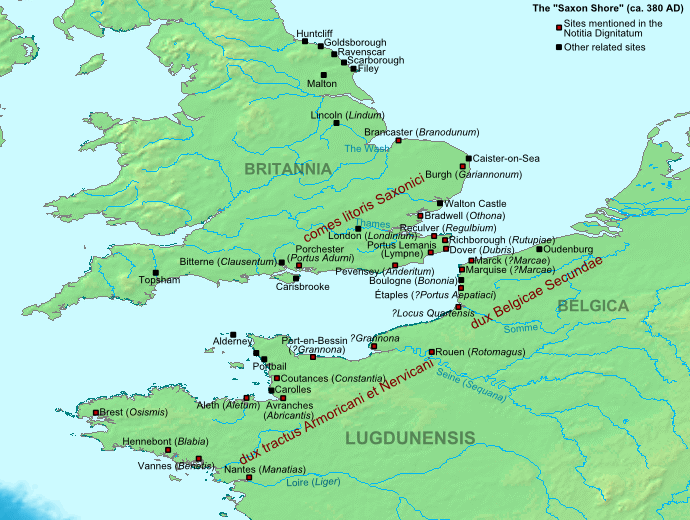
Kastelle und Signalstationen der Sachsenküste (Litus Saxonicum) um das Jahr 380

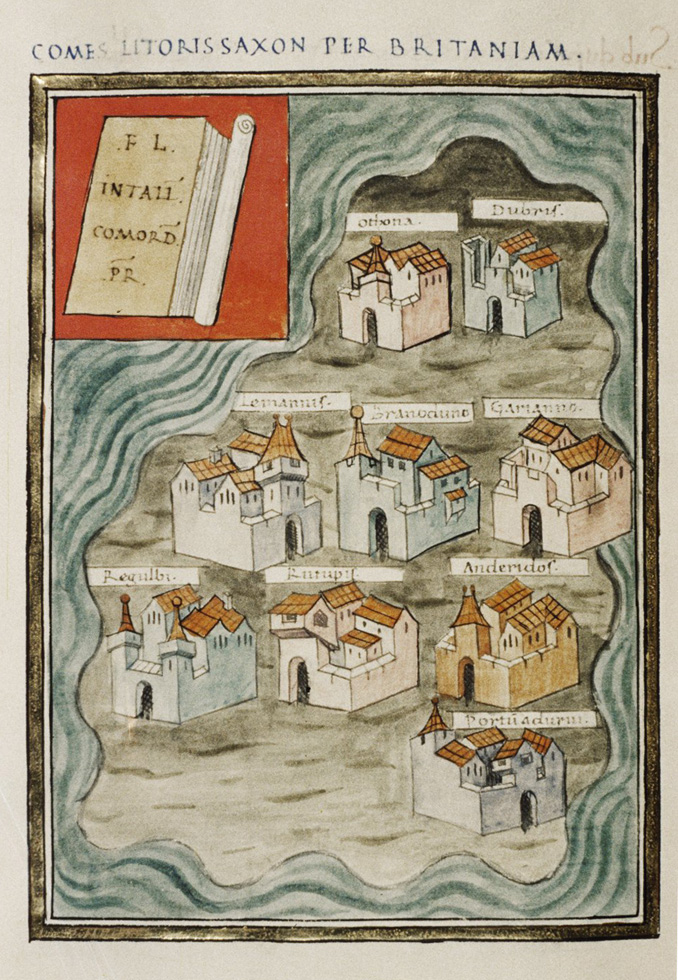
Notitia Dignitatum: Die Kastelle des litus Saxonicum unter dem Kommando des Comes litoris Saxonici per Britanniam

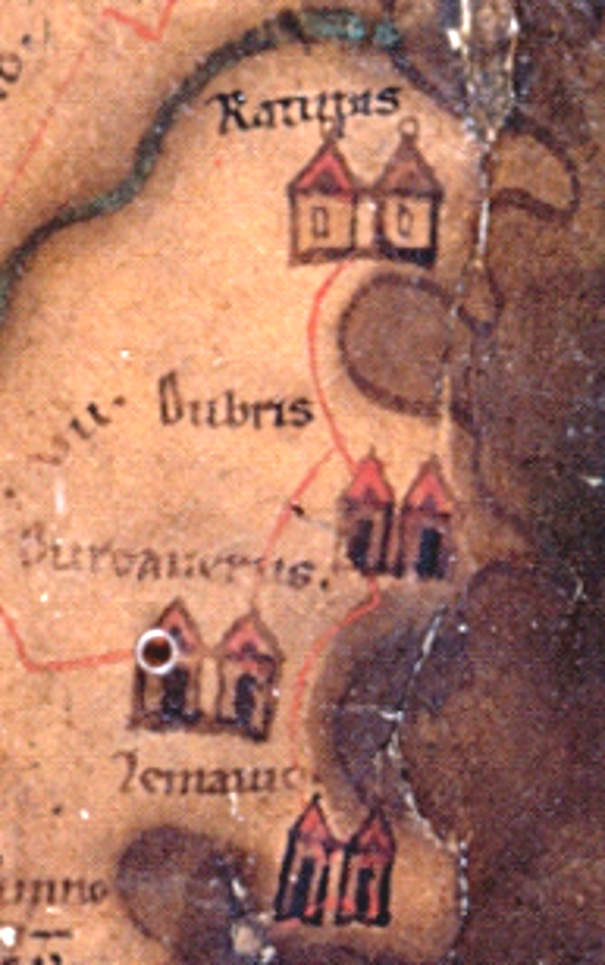
Die SK-Kastelle Rutupiae, Dubris und Lemanis auf der Tabula Peutingeriana

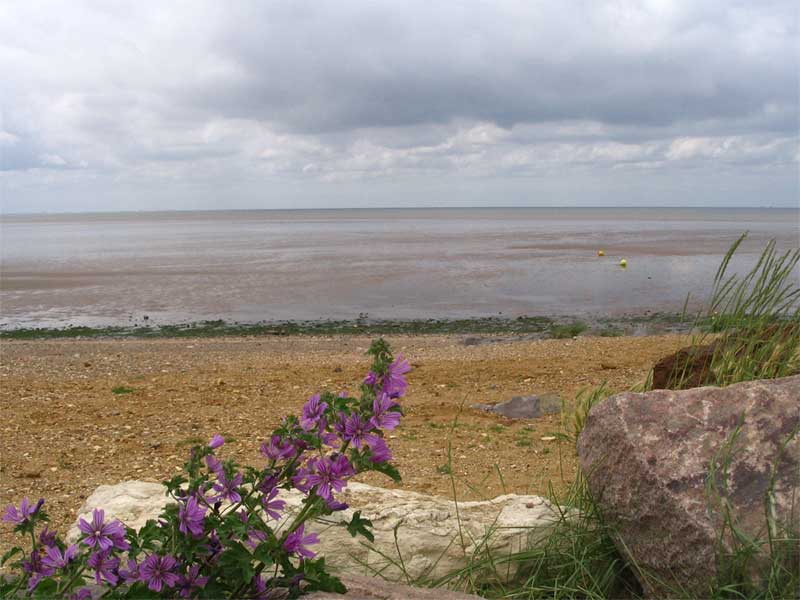
The Wash von Heacham (südlich von Hunstanton) aus nach Westen gesehen

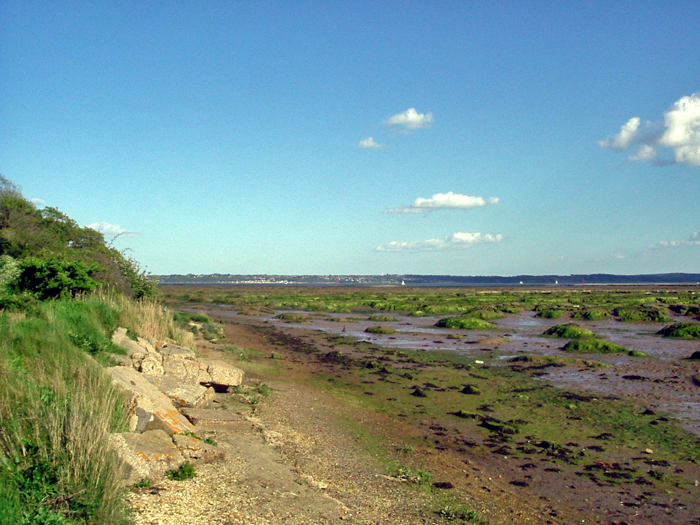
Salzwiese am Solent, im Hintergrund die Isle of Wight

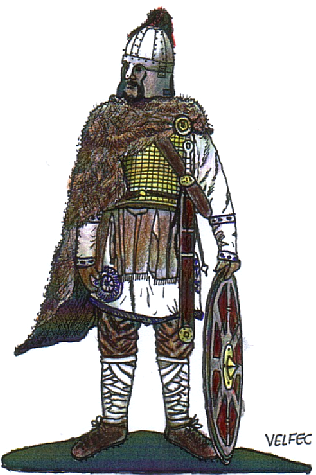
Romano-britischer Offizier in der Ausrüstung des 4. Jahrhunderts n. Chr.

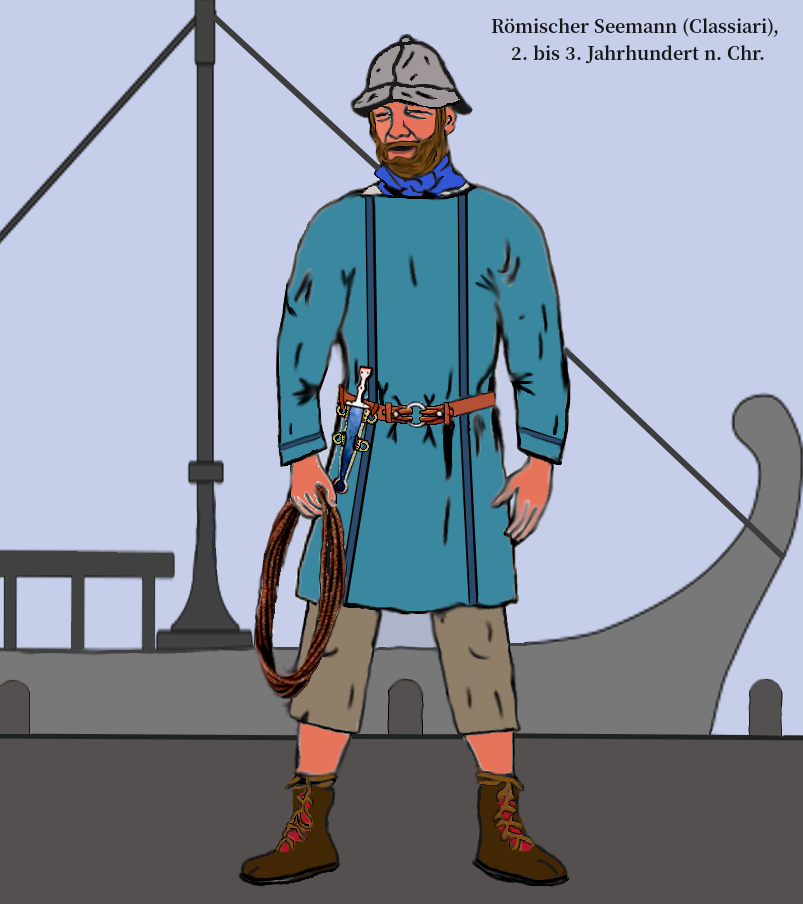
Classiari der CB (spätes 2. oder frühes 3. Jahrhundert n. Chr.)

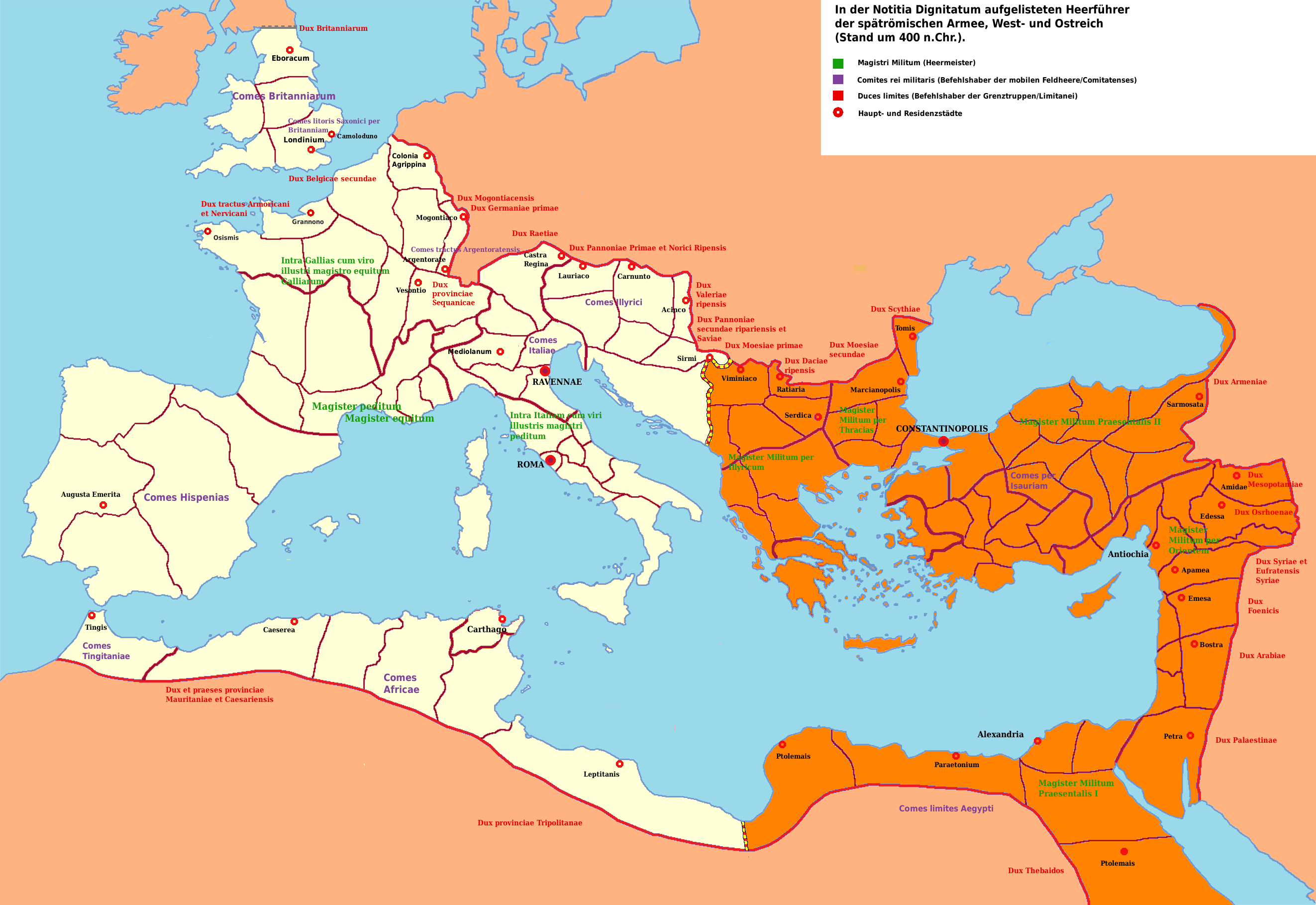
Befehlshaber der Comitatenses und Limitanei im 4. Jahrhundert n. Chr.

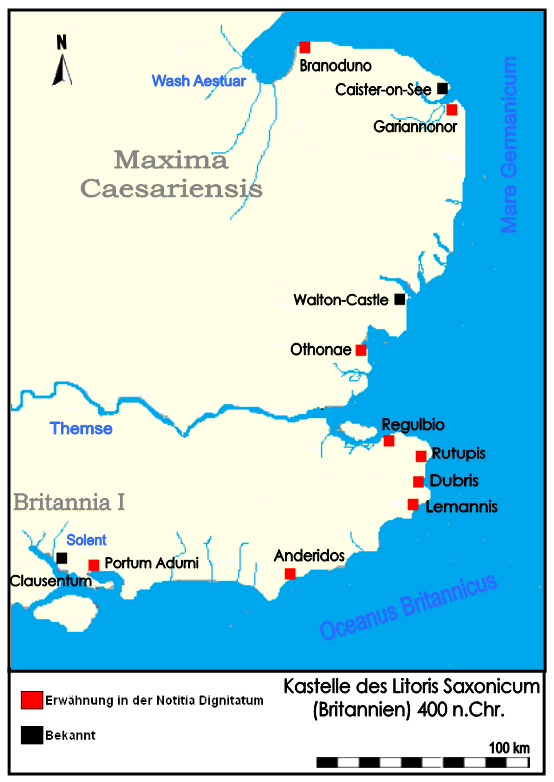
Die britischen Sachsenküstenkastelle um 400 n. Chr.

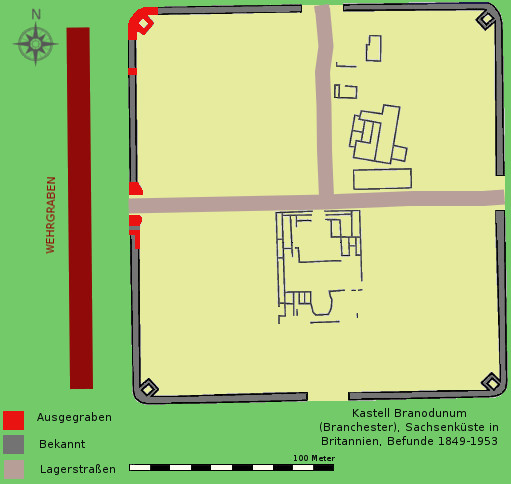
Befundskizze des Kastell Branchester/Branodunum (1849–1953)
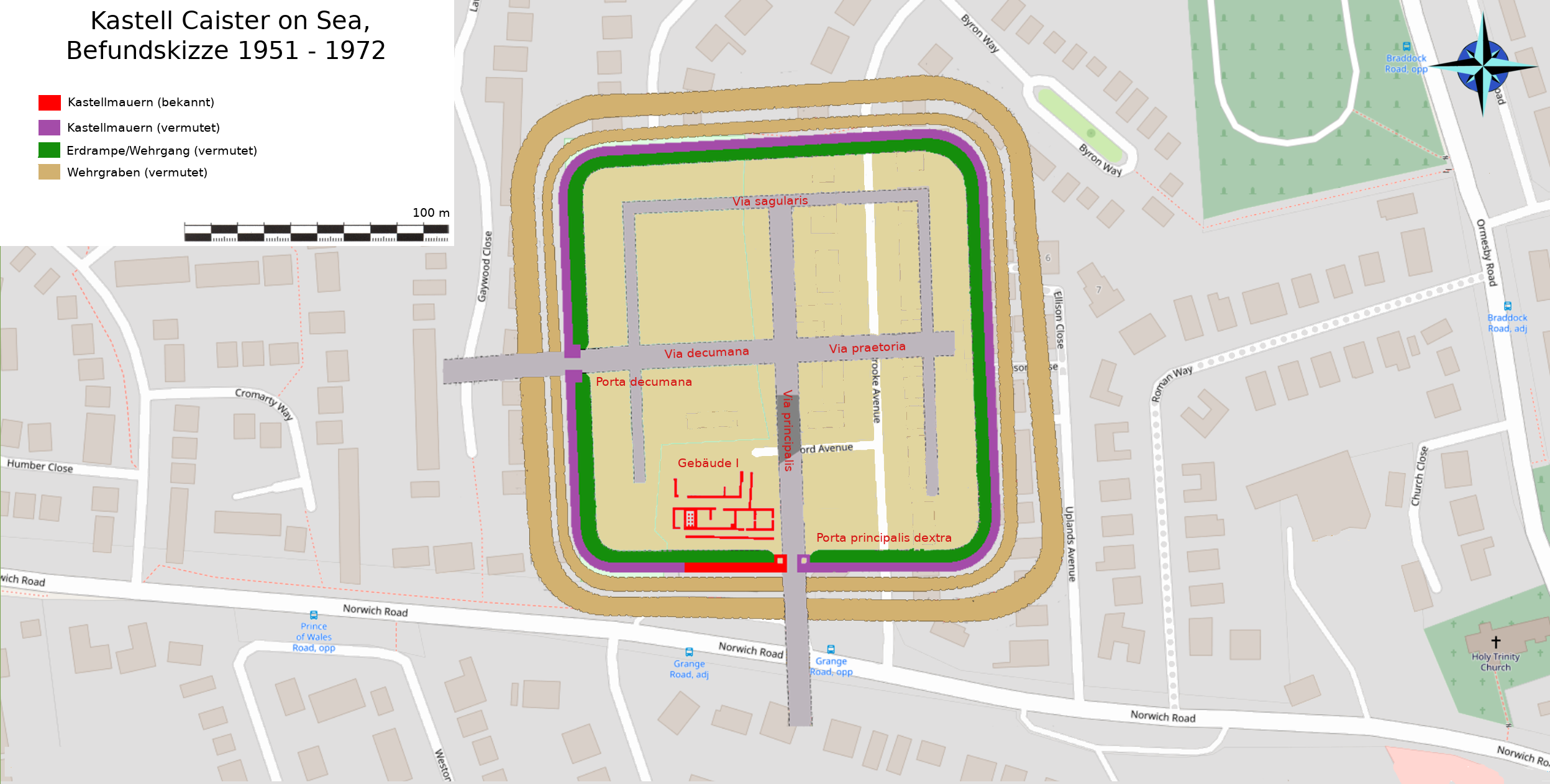
Kastell Caister-on-See, Befunde 1951–1972
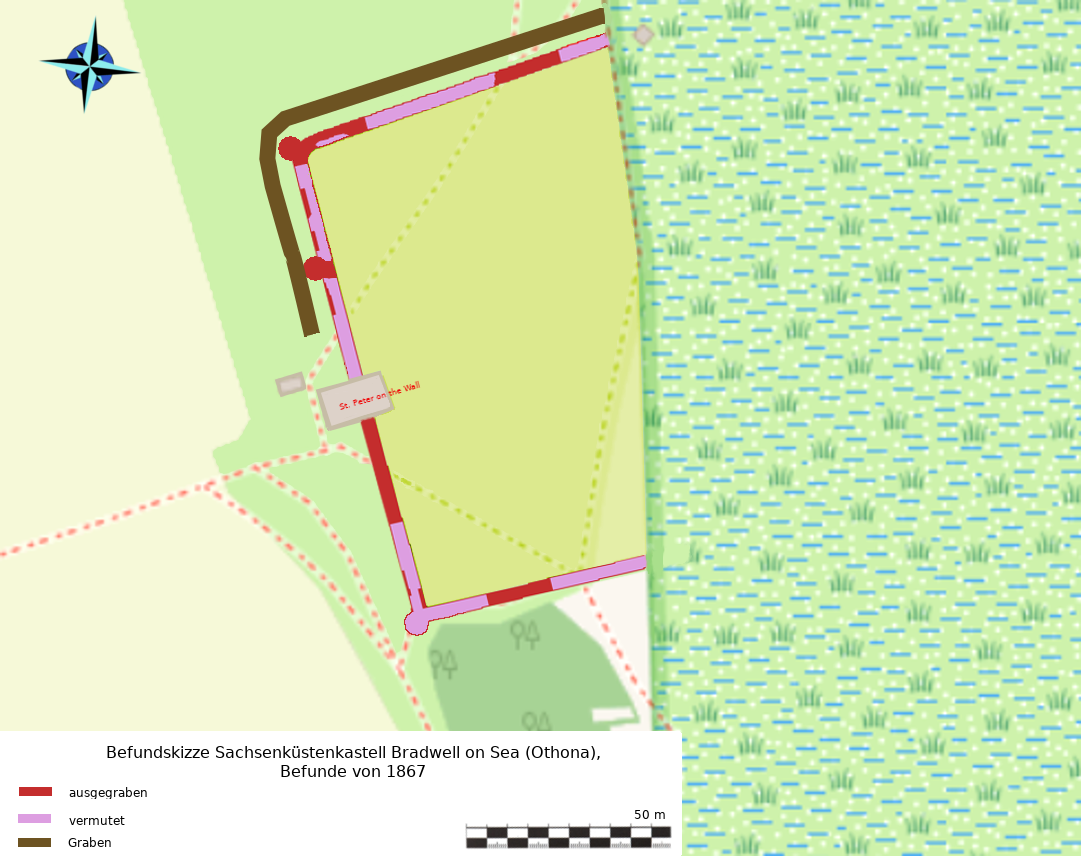
Grundrissskizze und Befunde des Kastell Bradwell on Sea/Othona (1867–1977)
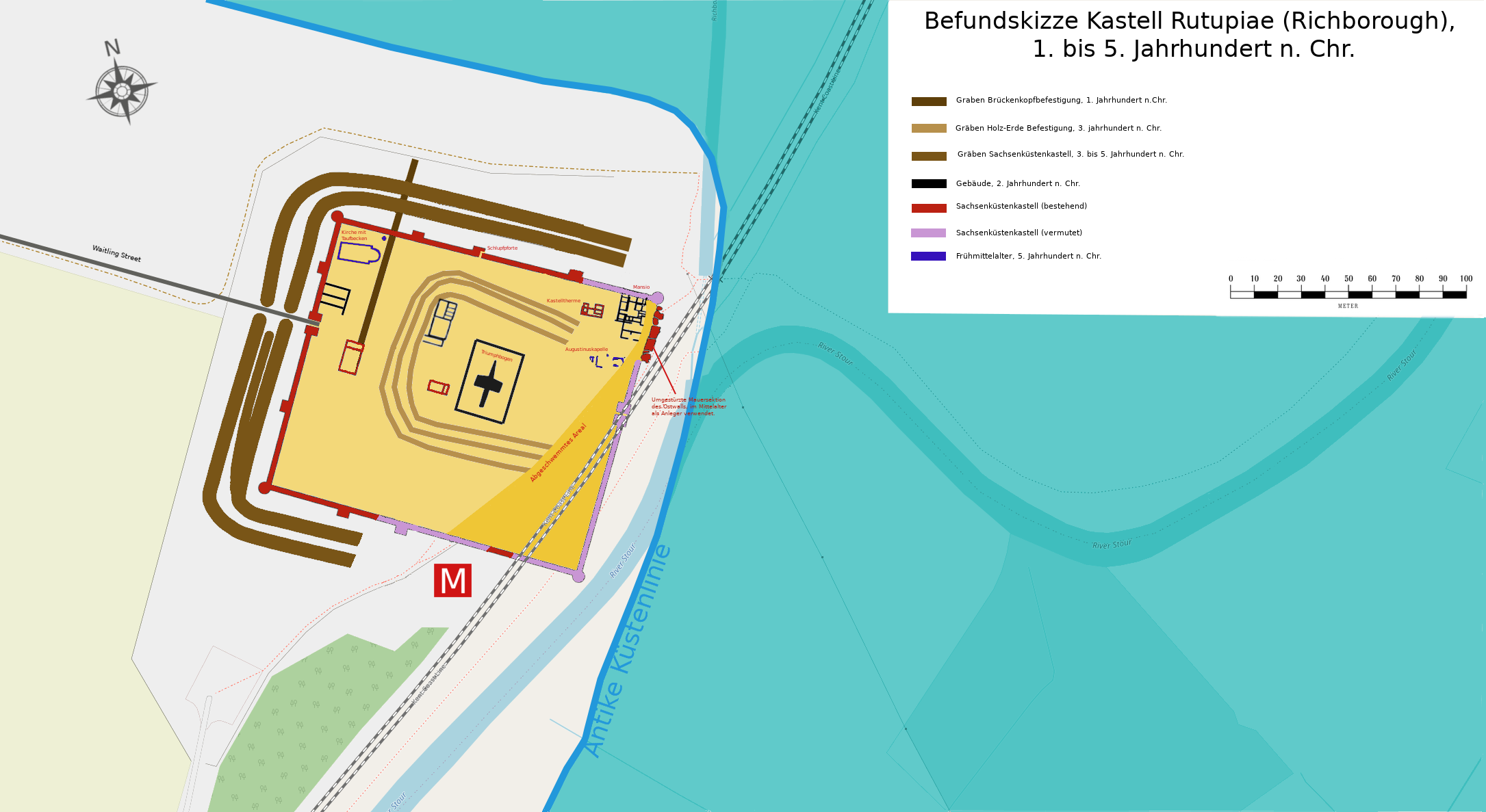
Befundskizze des Kastells von Richborough/Rutupis, Zustand im 4. Jhdt.n.Chr.
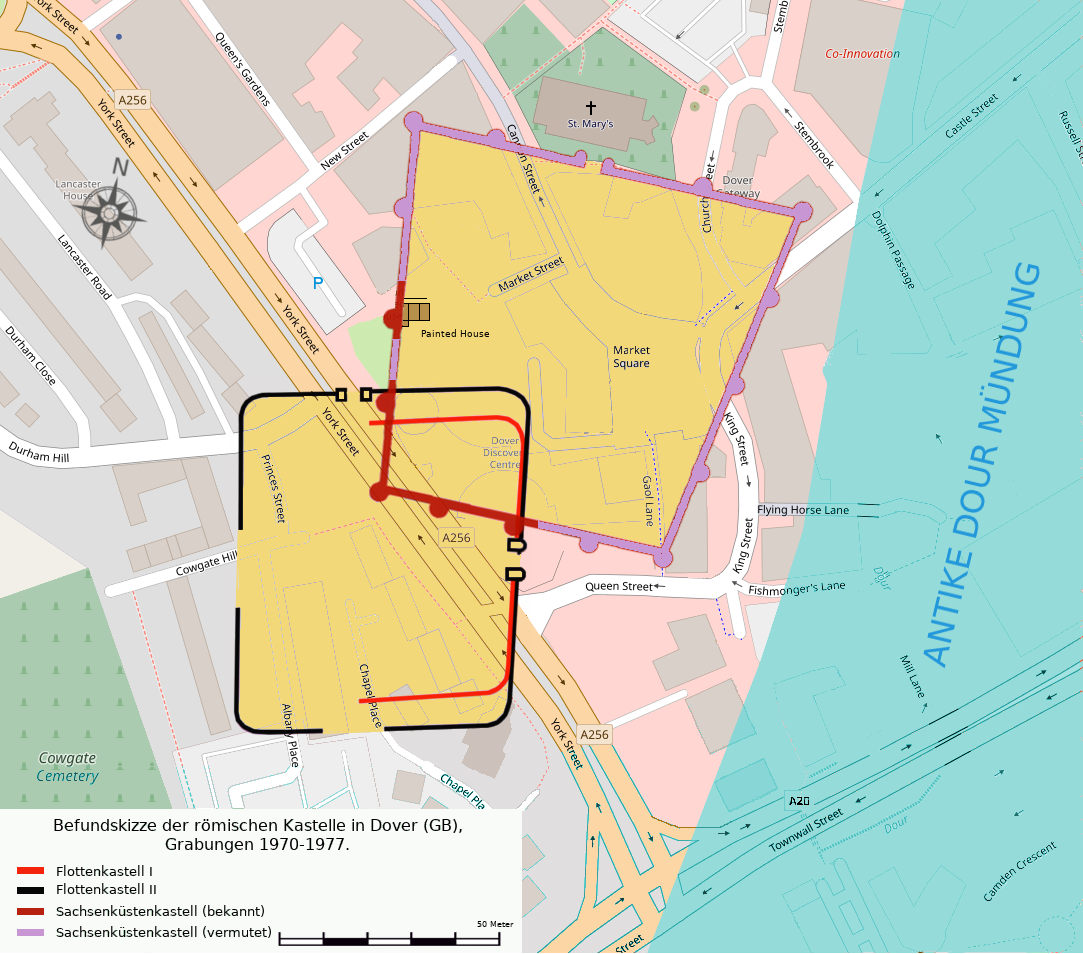
Lageskizze der Kastelle von Dover/Dubris, 2. bis 4. Jahrhundert n. Chr.
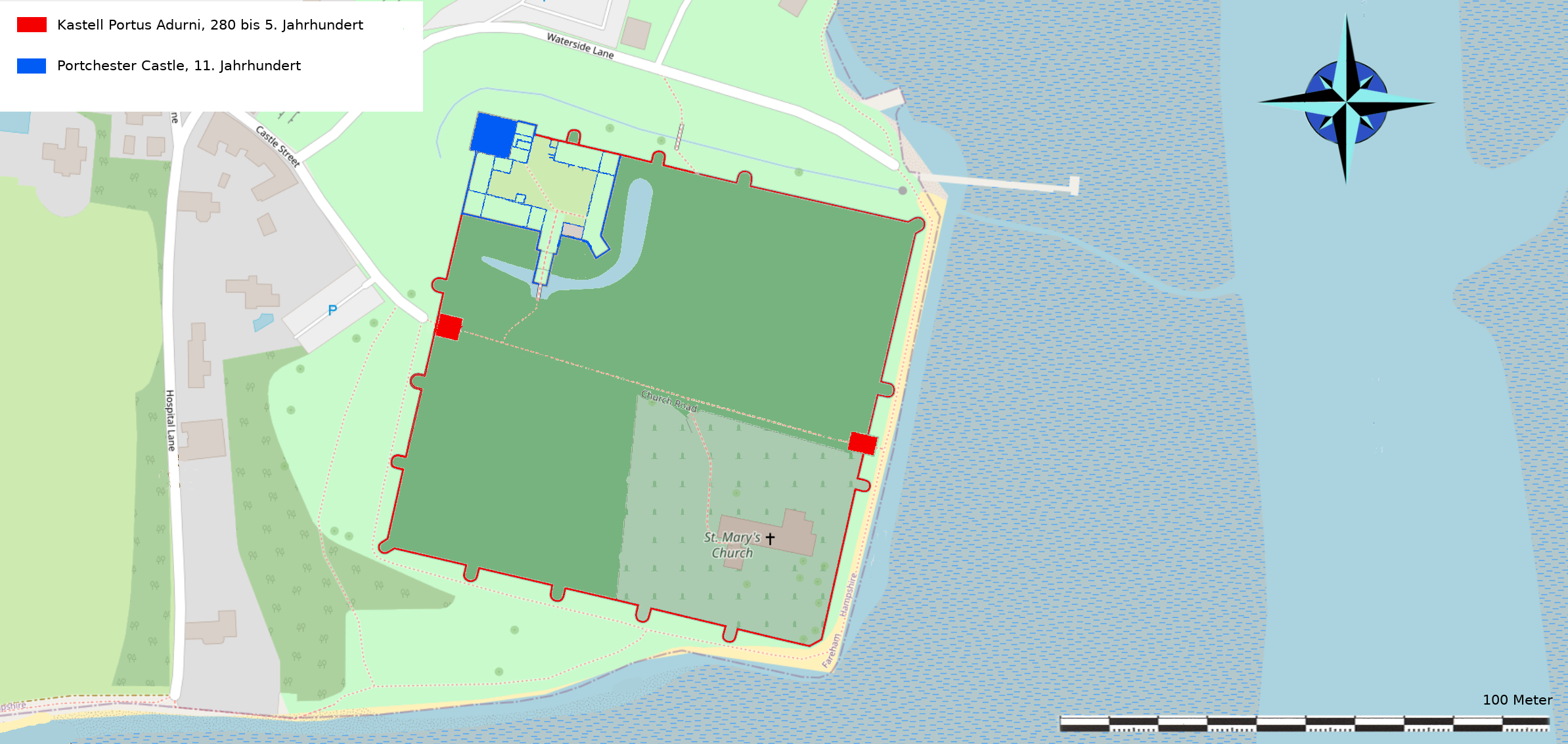
Lageskizze des Kastells und der normannischen Burg in Portsmouth
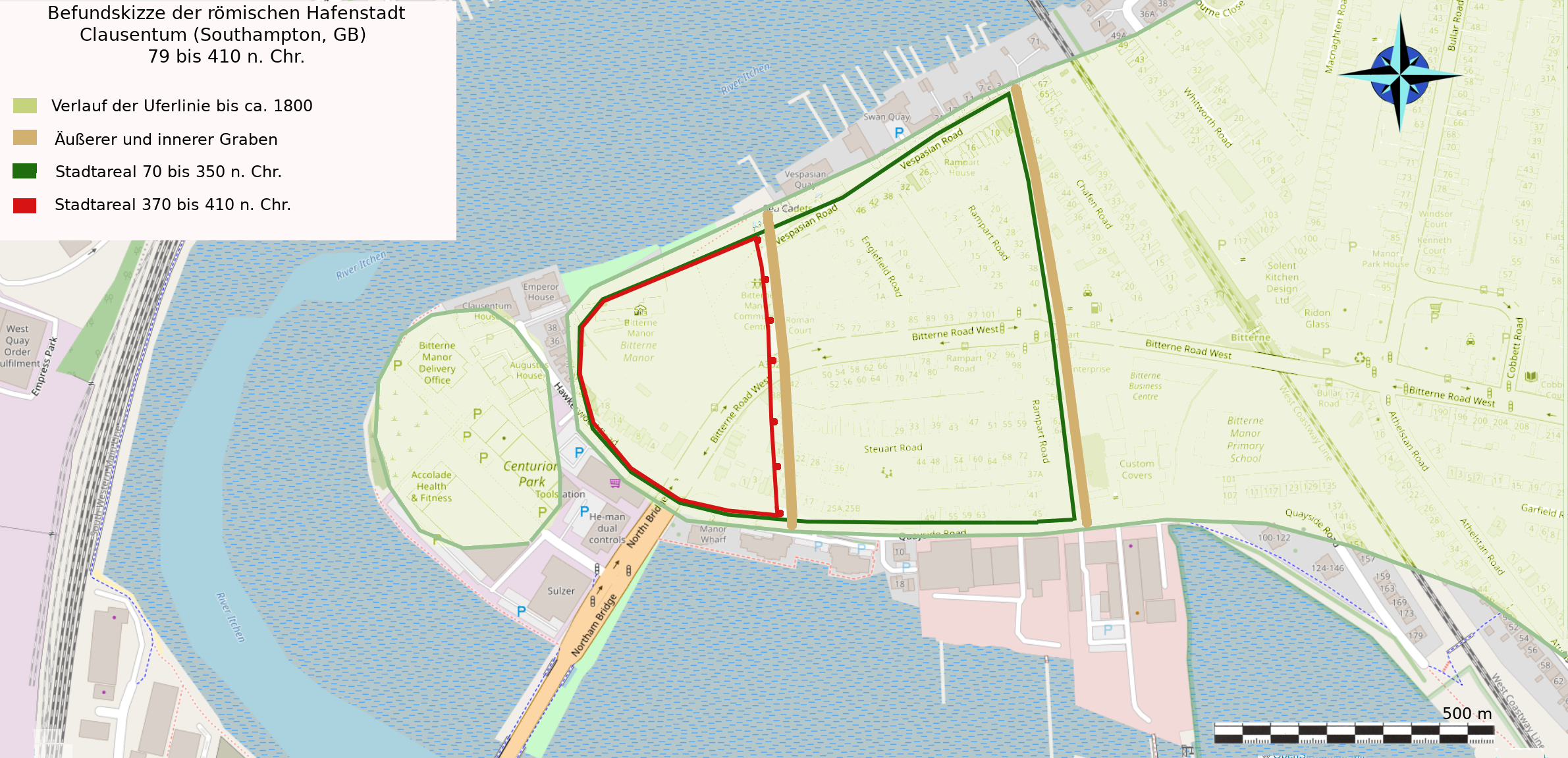
Befundskizze der Hafenstadt Clausentum 70 bis 410 n. Chr., ihre Zugehörigkeit zum Limes der SK ist jedoch unsicher

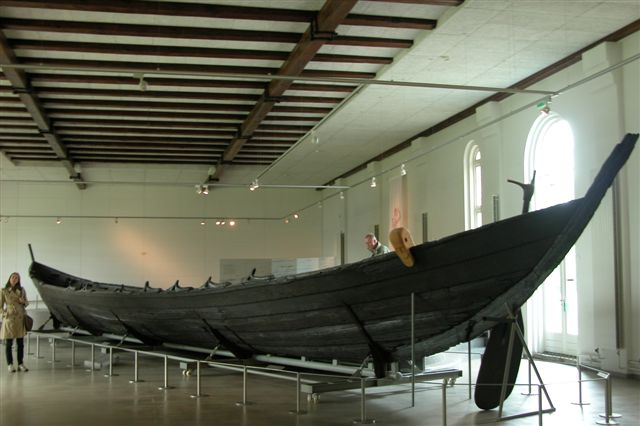
Das sogenannte Nydam-Schiff (Schloss Gottorf, Schleswig) Dieses Ruderschiff diente germanischen Küstenstämmen als Kriegsfahrzeug, schneller Handels- und Truppentransporter, war hochseetauglich und konnte bis zu 45 Mann samt Ausrüstung aufnehmen

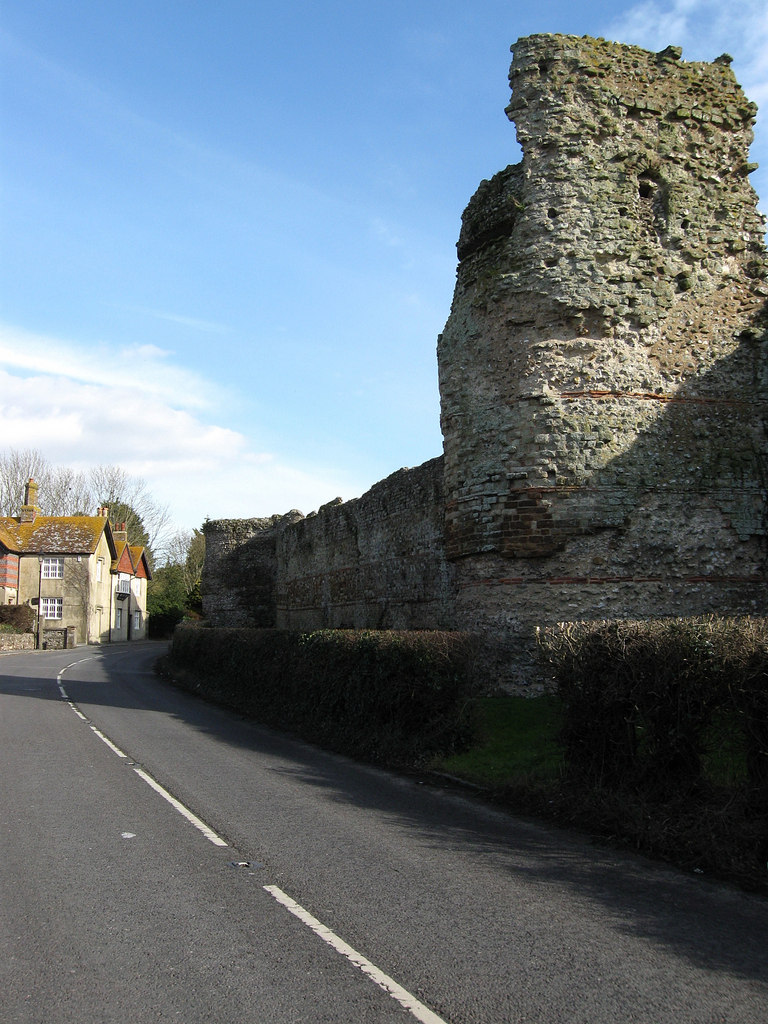
Die Ruine des spätrömischen Kastells Anderitum (NW-Wall) beim heutigen Pevensey/Südengland

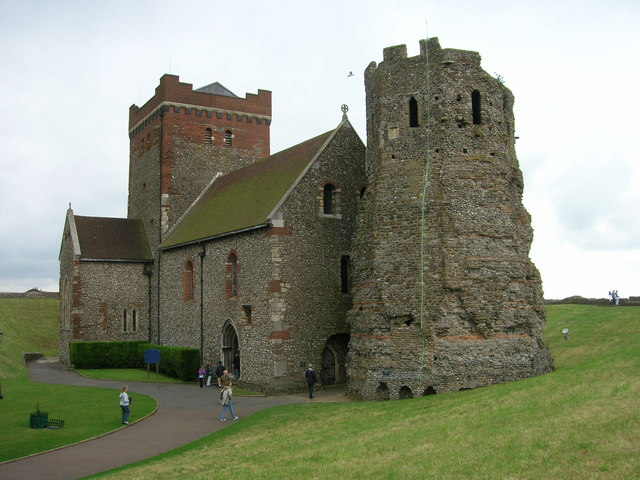
Der hervorragend erhalten gebliebene östliche Leuchtturm (Pharos) des einstigen Portus Dubris im heutigen Dover-Castle. Von seinem westlichen Gegenstück sind heute nur noch die Fundamente sichtbar.

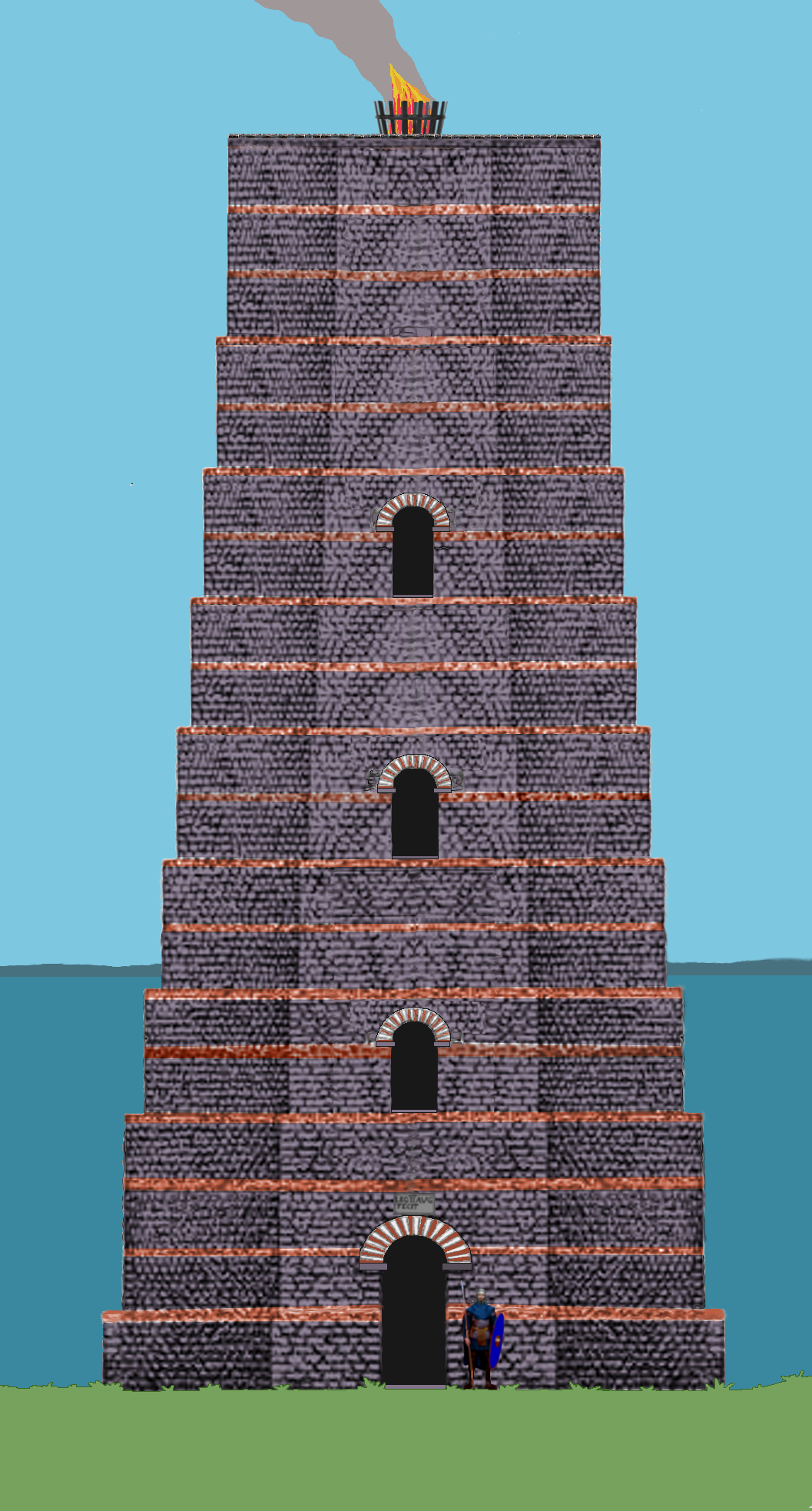
Rekonstruktionsversuch des westlichen Leuchtturms von Portus Dubris, Zustand im 4. Jahrhundert n.Chr.

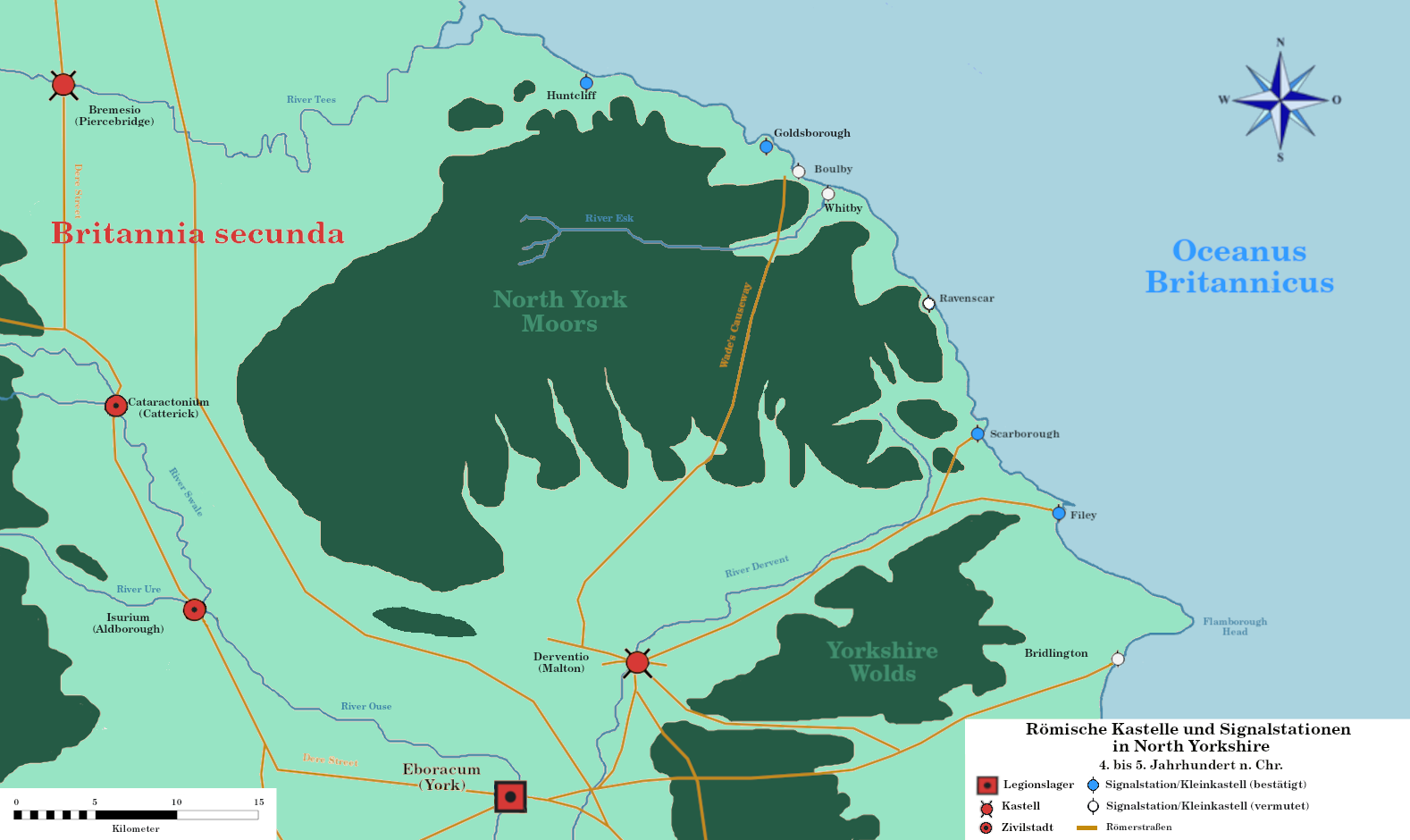
Kastelle, Signalstationen und Städte in North Yorkshire (spätes 4. Jahrhundert)

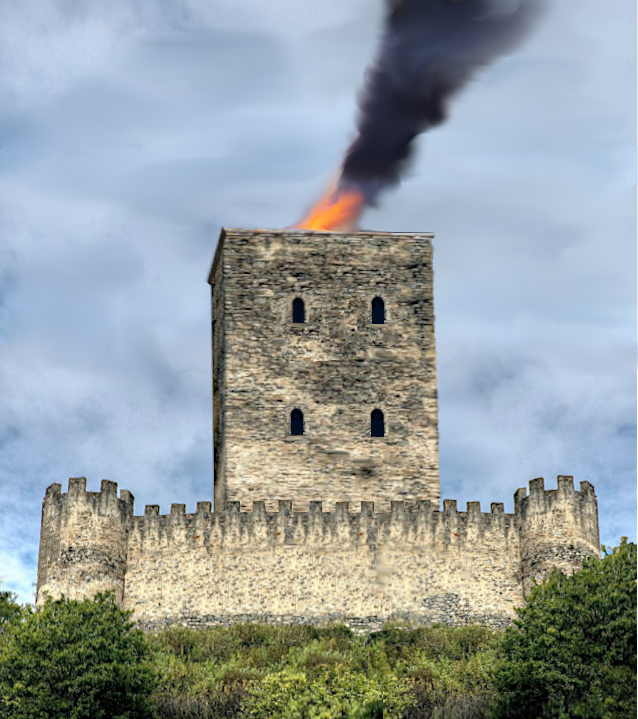
Rekonstruktionsversuch einer Signalstation, Zustand im späten 4. Jahrhundert n. Chr.

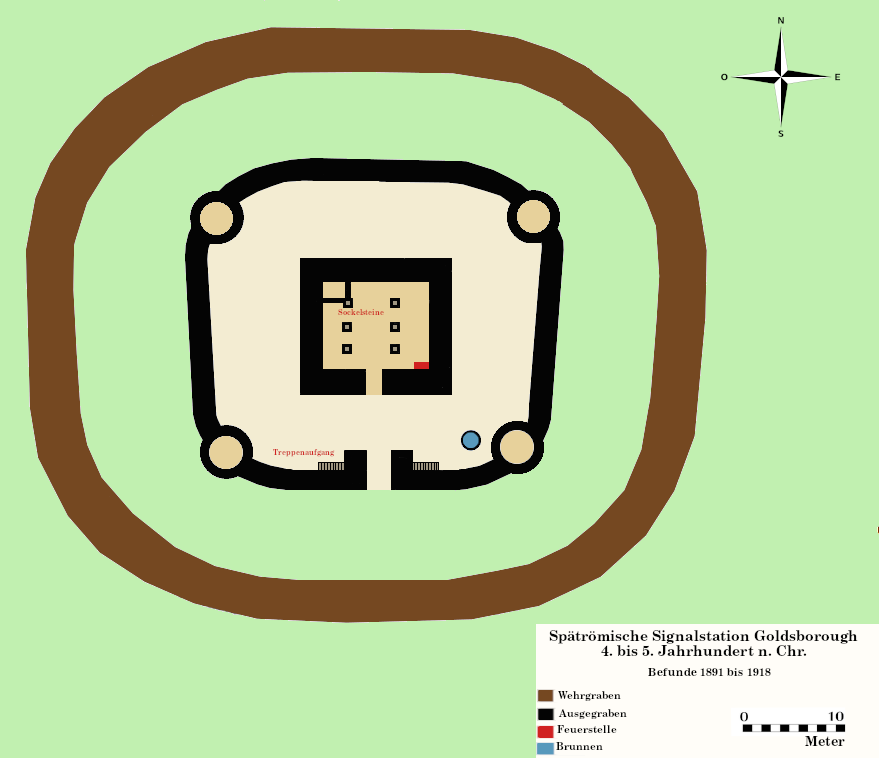
Signalstation Goldsborough (Yorkshire), 4. bis 5. Jahrhundert n.Chr.

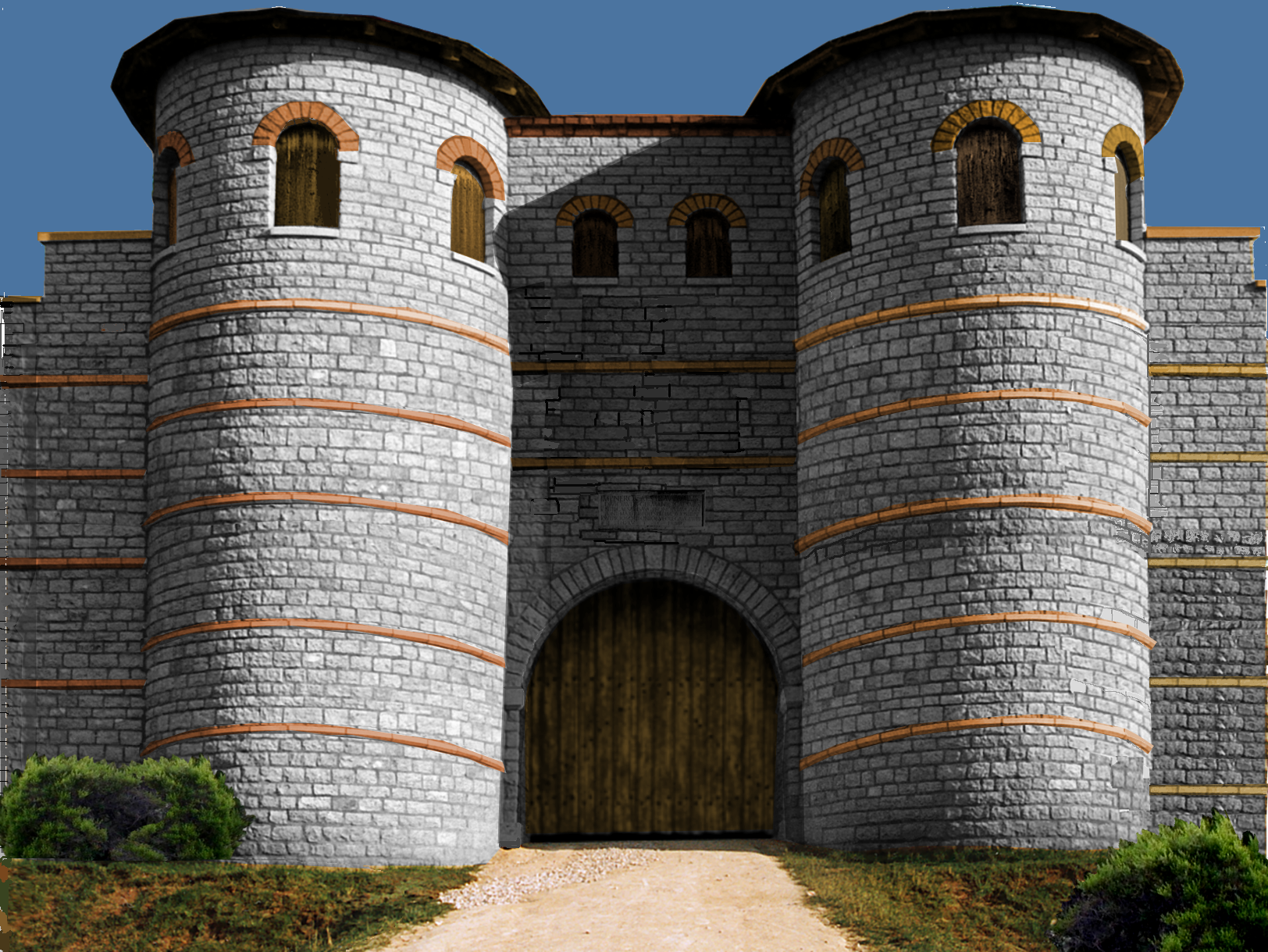
Kastell Lemanis, Rekonstruktionsversuch des Osttores

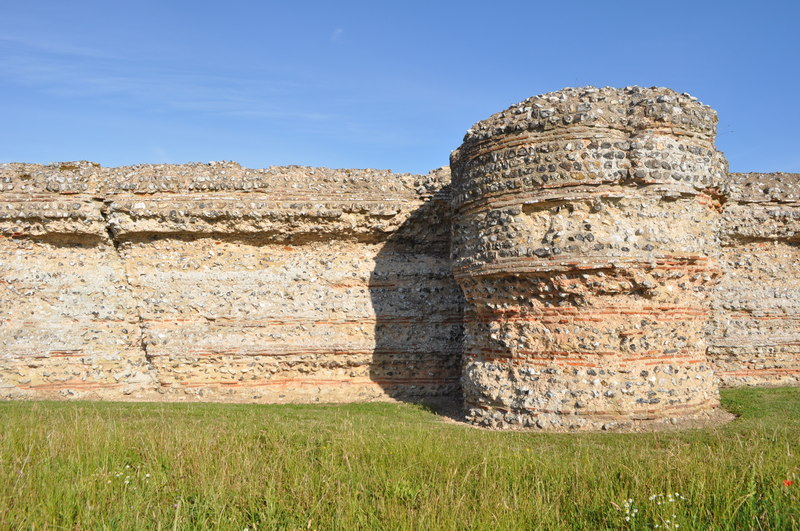
Die Ruine des Kastell Gariannonum, gut zu erkennen sind die für spätantike Bauten typischen Ziegelbänder

Kastell Caister-on-See, Rekonstruktionsversuch des Südtores

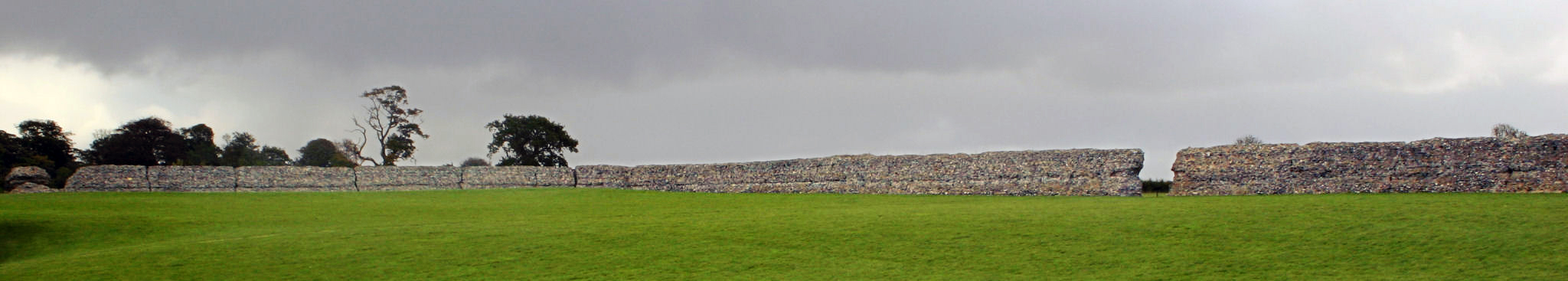
Die Mauern des Kastells Garrianonum/Burgh Castle, eines der besterhaltenen römischen Baudenkmäler in Großbritannien

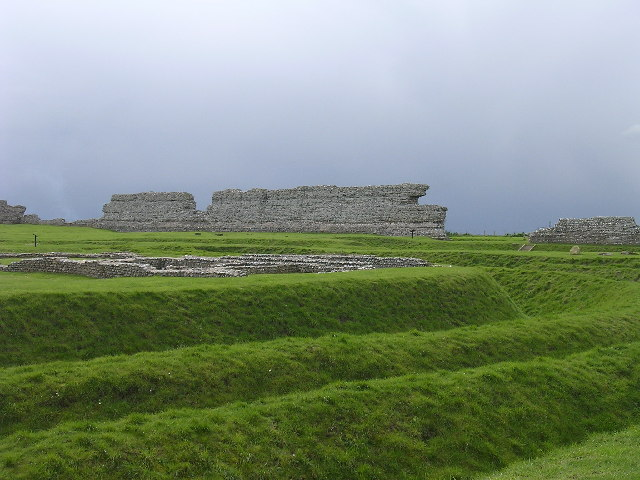
Die Ruine des Kastells von Rutupiae/Richborough Castle (SO-England)

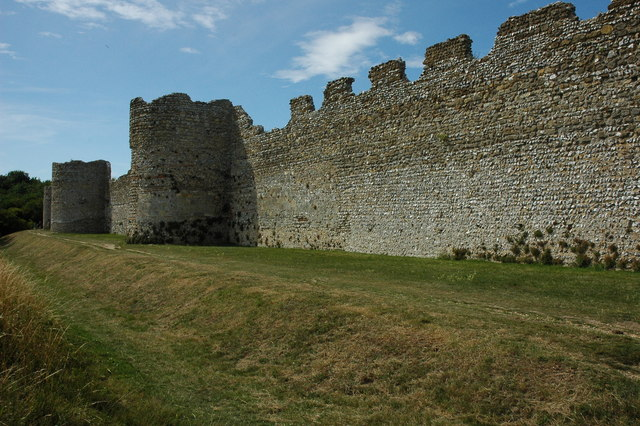
Portchester castle/Portus Adurni: Ein Abschnitt der noch gut erhaltenen römischen Umfassungsmauer

Als Sachsenküste, lateinisch Litus Saxonicum, bezeichneten die Römer eine Kette stark befestigter Militärlager und Flottenstationen entlang der Süd- und Südostküste von Britannien (dem heutigen England) und an der Kanal- und Atlantikküste Galliens (Frankreich).
Im 3. Jahrhundert n. Chr. wurden mehrere römische Kastelle entlang der Kanalküste von Ost- und Südostengland und Nordgallien errichtet. Alle waren an strategisch wichtigen Flussmündungen und Buchten positioniert, einige von ihnen sind auch heute noch sehr gut erhalten. Diese – aus neun Kastellen bestehende – Befestigungskette ist bislang nur aus einem spätrömischen Dokument bekannt, der Notitia Dignitatum, in dem deren Besatzungen als unter der Kontrolle eines „Grafen der sächsischen Küste“ stehend angegeben werden. Dies hat zur Annahme geführt, dass sie erbaut wurden, um in erster Linie angelsächsische Plünderer abzuwehren. Die Notitia listet auch zwei weitere Orte jenseits des Ärmelkanals auf, in den römischen Provinzen Germania Inferior und Gallia Belgica, die anscheinend ebenfalls Bestandteil des Litus Saxonium waren. Diese befinden sich u. a. in Oudenburg (Belgien) und Aardenburg (Niederlande). Die Festungen könnten aber auch angelegt worden sein, um – das mehrmals von Usurpatoren beherrschte – Britannien gegen die römische Zentralregierung zu verteidigen. Wahrscheinlich entstanden diese Festungen jedoch zu unterschiedlichen Zeiten und aus verschiedenen Gründen über einen Zeitraum von etwa 70 Jahren und sollten mehrere Funktionen erfüllen. Obwohl die wahren Ursprünge des Litus saxonicum schwer fassbar bleiben, ist man sich heute sicher, dass diese Küstenfestungen irgendwann Teil eines einheitlichen und wahrscheinlich ursprünglich noch viel größeren Militärbezirks waren, das von dem o.a. Armeeführer befehligt wurde. Seine Rolle scheint sich auf den Süden und Osten der Insel konzentriert zu haben, aber es gibt auch archäologische Beweise für spätrömische Militärbauten im Norden und Westen, die dort die Grenzen sicherten. Die erhalten gebliebenen Sachsenküstenkastelle sind heute die eindrucksvollsten Überreste des spätrömischen Britanniens.

## Die Sachsenküste in Britannien
Die Kastelle waren Teil des spätantiken Limes in Britannien. In England werden diese Kastelle heute als Saxon Shore Forts bezeichnet. An der Südostküste von Großbritannien (heutige Grafschaften Lincolnshire und Norfolk) kann man ihre teilweise noch hervorragend erhalten gebliebenen Ruinen bei Richborough, Lympne, Portchester und Pevensey besichtigen.

### Funktion
Für Stephen Johnson hatten die Kastelle der Sachsenküste eine dreifache Funktion:
1. befestigte Häfen für kleinere Flottillen, deren Aufgabe es war, Seeräuber schon an vorderster Linie abzuwehren,
2. Garnisonen für Infanterie- oder Reitereinheiten, die bei Landungen feindlicher Barbaren sofort in Marsch gesetzt werden konnten, um diese noch an der Küste abzufangen,
3. Abschreckung von Plünderern, da sie meist an den Mündungen größerer Flüsse lagen, die als bequeme Einfallsrouten für Invasoren genutzt werden konnten.

Der in dieser Region eingesetzte römische Flottenverband, die Classis Britannica, war schon seit dem 2. Jahrhundert in Britannien stationiert. Vegetius, ein Militärschriftsteller, der seine Werke am Ende des 4. Jahrhunderts verfasste, erwähnt, dass zu dieser Zeit diese Flotte größtenteils noch existierte. Er beschreibt darin u. a. getarnte Ruderboote, die zur Aufklärung eingesetzt wurden. Die Kastelle der Sachsenküste müssen daher auch für die Einsätze der römischen Flotte eine wichtige Funktion als Stützpunkte, Versorgungs- und Nachrichtenstationen gehabt haben.
Da die gallischen Verteidigungsanlagen aber einige Unterschiede zu den zeitgenössischen Militäranlagen in Britannien aufweisen, ist dies für Johnson ein Hinweis darauf, dass die Kastelle der britischen Sachsenküste Teil eines Sicherungssystems waren, das eigentlich für den Schutz Galliens und nicht primär für Britannien gedacht war.
Dies erkennt man auch an jenen Kastellen, die schon zwischen 276 und 285 n. Chr. erbaut wurden, wahrscheinlich im Auftrag des Probus. Die zu dieser Zeit bereits vorhandenen Kastelle – Brancaster-Branoduno, Caister-on-Sea und Reculver-Regulbium – wurden später in das neue Verteidigungskonzept integriert. Wann das genau passierte, oder auf wessen Anordnung hin, ist unbekannt, möglicherweise geschah dies auf Veranlassung des Flottenbefehlshabers – und späteren Usurpators – Carausius.
Heutzutage sieht man in diesen Kastellen allerdings mehr als nur befestigte Häfen, sie waren u. a. wohl auch wichtige Verbindungsglieder im Logistiksystem der Provinztruppen, um die Erzeugnisse Britanniens bestmöglich verteilen zu können. Die Wissenschaftler sind sich auch nicht einig, ob sie als reine Garnisonsfestungen anzusehen sind; ihr Blickwinkel hat sich mittlerweile längst auch auf sozio-ökonomische Aspekte erweitert, besonders im Hinblick auf die einseitige Herabwürdigung der Sachsen als reine Piraten und Plünderer und der ständigen Gefahr, die angeblich von ihnen drohte. Trotz des Schweigens der literarischen Quellen über massive Angriffe von der Nordsee aus und des Mangels an diesbezüglichen archäologischen Funden kann jedoch nicht angenommen werden, dass Britannien aufgrund seiner Insellage vollkommen sicher vor Überfällen der Angelsachsen und Franken war. Solche Raubzüge waren durchführbar, wenn die Plünderer z. B. in zerstörten Orten oder aufgegebenen Kastellen an der gallischen Küste ihre Basen einrichteten, da Armee und Flotte diese langgezogenen Küstenlinien unmöglich lückenlos kontrollieren konnten. Die Festungen könnten auch als Sammelstellen für Transportgüter und als Umladestellen zwischen Binnen- und Hochseeschiffen gedient haben. Vielleicht wurden dort auch Zölle für Importgüter erhoben. Es könnte auch sein, dass die Kastelle die Plünderung der staatlichen Magazine durch Einheimische verhindern sollten.

### Name
Die Herkunft des Namens für die Region ist nicht eindeutig zu klären, man kann ihn sowohl als von den „Sachsen besiedelte Küste“, oder als Bezeichnung für denjenigen Teil der britischen Küste, der immer wieder von sächsischen Piraten angegriffen wurde, interpretieren. In Britannien eingewanderte germanische Stämme haben zum Teil früher an den Rheinmündungen, um Bononia (Boulogne-sur-Mer) oder im Gebiet des bis heute unbekannten Grannona (entweder bei Granville oder Port-en-Bessin-Huppain) gesiedelt, auch dort wurde diese Region als litus Saxonicum, als eine von den Stammesangehörigen der Sachsen bewohnte Küste bezeichnet. Es ist also ziemlich wahrscheinlich, dass litus Saxonicum in etwa „die gegen die Einfälle der Sachsen geschützte Küste“ bedeutet. Einige Forscher vermuten auch, der Name könnte sich auch von sächsischen foederati in römischen Diensten ableiten, in diesem Fall war damit wohl ein Gebietsstreifen entlang der Küstenlinie gemeint auf dem sie sich in spätrömischer Zeit mit ihren Familien niederlassen durften, doch fehlt es hierfür bislang an Belegen.

### Entwicklung
In seiner Chronik aus der zweiten Hälfte des 4. Jahrhunderts berichtet Eutrop, dass Carausius um 285 n. Chr. den Auftrag bekommen habe, das Meer bei Boulogne zu befrieden, das von Piraten unsicher gemacht worden sei, die Eutrop als „Franken“ und „Sachsen“ bezeichnet. Die erwähnten Überfälle auf die britannische und gallische Küste behinderten in zunehmendem Maße den Seeverkehr und vor allem die Überführung von Waren und Edelmetallen nach Gallien und Rom. Die meisten ihrer Raubschiffe orientierten sich wohl an der britischen Küste auf ihrer Fahrt nach Süden in den Ärmelkanal. Dort griffen sie dann Gallien oder Britannien an. Das weitverzweigte Flusssystem Britanniens ermöglichte es den germanischen Eindringlingen, mit ihren kleinen flachgehenden Booten relativ rasch ins Innere der Insel voranzukommen. Nach Beendigung ihrer Raubzüge konnten die Plünderer meist wieder ungestraft über das Meer entkommen. Die in Boulogne stationierte Flotte hatte zu wenig Schiffe, um die Sachsen zu stoppen. Die Römer legten daher an exponierten Küstenbereichen und besonders an Flussmündungen Befestigungen an, die auch in Verbindung mit den römischen Militärlagern auf dem gallischen Festland standen. Die römische Verwaltung richtete zu beiden Seiten des Ärmelkanals dafür einen eigenen Militärbezirk ein. Die Kastelle sollten den Sachsen ihre Landungen zumindest erschweren. Die Errichtung dieser Festungskette gründete sich aber wohl nicht auf einen vorher festgelegten Gesamtplan, wie es in der Zusammenstellung der Notitia Dignitatum den Anschein hat. Das genaue Datum ihrer Entstehung liegt weitgehend im Dunkeln. Man schätzt, dass der Aufbau dieses im Gebiet zwischen dem Wash und Solent liegenden Limes fast ein ganzes Jahrhundert in Anspruch nahm. Der Auffassung von einer planmäßigen Anlage widersprechen auch die Auswertungen und Forschungen in den letzten Jahrzehnten, wie Münzfunde und Typologie der Kastelle zeigen.
Die Zuständigkeit für die Sicherung beider Küstenabschnitte lag in der Mitte des 4. Jahrhunderts noch bei einem Comes Maritimi Tractus. 367 kam es zu einem Einfall mehrerer Barbarenvölker in Britannien, in dessen Verlauf die dortigen Einheiten der Provinzstreitkräfte entweder zersprengt oder fast zur Gänze aufgerieben wurden. Auch ihre Oberbefehlshaber fanden dabei den Tod, darunter der „Graf der Küstenregionen“, Nectaridus. Sein Zuständigkeitsbereich muss dann – spätestens um 395 – in drei Militärbezirke geteilt worden sein. Man wollte damit auch verhindern, dass ein Heerführer zu viele Einheiten unter sein Kommando bekam und ihm damit ein Aufstand (wie z. B. die Usurpation des britischen Flottenbefehlshabers Carausius) ermöglicht werden konnte. Für den gallischen Teil der Sachsenküste wurden deshalb zwei neue Dukate geschaffen (Dux Belgicae secundae und Dux tractus Armoricani et Nervicani). Der Titel „Comes“ verblieb beim Befehlshaber der britischen Sachsenküstenkastelle. Er konnte seine Küstenverteidigungsorganisation bis zum Anfang des 5. Jahrhunderts aufrechterhalten. Als Flavius Stilicho 398 in Britannien noch einmal militärisch aktiv wurde, fand dieser Comes möglicherweise erstmals Eingang in den römischen Amtskalender, die Notitia Dignitatum.

## Die Küstenverteidigung in Britannien
Für die Verteidigung der Sachsenküste in Britannien war laut der Notitia Dignitatum der Comes litoris Saxonici per Britanniam verantwortlich.
Bemerkenswert ist dabei, dass der betreffende Teil der Notitia nur neun Kastelle auflistet, obwohl nachweislich elf von ihnen am Wash-Solent Limes standen. Genannt werden nur:
- Othona
- Dubris
- Lemannis
- Branoduno
- Garianno
- Regulbi
- Rutupis
- Anderidos
- Portum Adurni

Die nicht in der Notitia Dignitatum erwähnten Kastelle des britischen Teils der Sachsenküste waren
- Caister on Sea,
- Walton Castle,
- Carisbrooke Castle auf der Isle of Wight und
- Clausentum beim heutigen Southampton/Bitterne,

sie werden als die am südöstlichsten gelegenen Bestandteile der Festungskette angesehen.
In den meisten Fällen konnten diese Kastelle geographisch zweifelsfrei zugeordnet werden. Gariannum z. B. konnte mit dem Fluss Yare (Gariennus) in Verbindung gebracht werden, da dieser Flussname schon von Ptolemaios erwähnt wird. Weitere Stützpunkte am Wash-Solent-Limes waren vermutlich ein – heute verschwundenes – Kastell bei Skegness und die Signalstationen bei Thornham (Norfolk), Corton (Suffolk) und Hadleigh. Noch etwas weiter nördlich dienten möglicherweise das ehemalige Legionslager von Lindum (Lincoln) und ein Lager bei Malton (North Yorkshire) als Versorgungsdepots, da von dort ausgehende Straßen direkt zu den Signalstationen an der Kanalküste führten.
Neben dem Comes in Britannien gab es für diesen Militärbezirk noch zwei weitere Kommandeure, die die Limitanei an der Nordwestküste Galliens befehligten:
- Dux tractus Armoricani et Nervicani und der
- Dux Belgicae secundae.[11]

Stephen Johnson glaubte, dass mit dem britischen Teil der Sachsenküste die „von Sachsen attackierte Küste“ gemeint sei. Ihr Gegenstück musste sinngemäß der römische Küstenschutz auf der gallischen Seite des Kanals gewesen sein, da die dazugehörigen Kastelle in den meisten Fällen ziemlich genau gegenüber denen an der britischen Küste lagen. Er folgerte daraus, dass die vom Dux Belgicae secundae kommandierten Einheiten ebenfalls Teil der Garnisonseinheiten der Sachsenküste waren. Speziell Grannona, das unter dem Kommando des Dux tractus Armoricani et Nervicani stand, war vermutlich ein wichtiger Eckpfeiler im Verteidigungskonzept der gallischen Sachsenküste. Er schlug deshalb vor, dieses Kastell im Mündungsgebiet der Seine zu suchen, im Umland des heutigen Le Havre. Wenn sich dies eines Tages als korrekt herausstellen sollte, müsste Grannona genau gegenüber den Positionen von Pevensey-Anderitum und Portchester-Portus Adurni zu finden sein. Somit wäre auch Johnsons Theorie bestätigt, dass das Verteidigungssystem der Sachsenküste für beide Küsten des Oceanus Britannicus geschaffen wurde.

### Verteidigung gegen Rom?
D. A. White, der sich schon vor Johnson und seiner Theorie der Datierung mit der Entstehung und Funktion der Sachsenküste auseinandersetzte, sah allerdings keinerlei archäologische Hinweise darauf, dass die Kastelle während der Usurpation des Carausius errichtet worden wären. Heute werden seine Hypothesen über die Zweckbestimmung des Wash-Solent-Limes aber wieder einer kritischen Neubewertung unterzogen.
White merkt u. a. an, dass die Kastelle für eine reine Piratenabwehr viel zu massiv gebaut waren und mit einfachen Holzpalisaden befestigte Lager dafür völlig ausreichend gewesen wären, da ohnehin meist nur kleinere Gruppen germanischer Plünderer an der Südostküste anlandeten. Im Gegensatz zu Johnson gibt er weiter zu Bedenken, dass keinerlei Hinweise, weder schriftliche noch archäologische, in Bezug auf ein großes Problem mit der Piraterie der Angelsachsen im Britannien des späten 3. Jahrhunderts bekannt seien. Wenn dem so ist und Carausius oder sein Nachfolger Allectus die Auftraggeber für die meisten Kastelle der britischen Sachsenküste war, dann hätten sie tatsächlich nur den einen Zweck gehabt, Britannien gegen eine Invasion der Tetrarchen zu verteidigen.
Whites Theorie fand in Fachkreisen zunächst nur wenige Anhänger. Mit der Publikation neuer Forschungsergebnisse aus Pevensey lebte die Debatte darüber aber wieder auf. Über ein Jahr andauernde Ausgrabungen am normannischen Hauptturm und an den römischen Fundamenten in der Südostecke des Kastells brachten u. a. Reste von Eichenstämmen ans Tageslicht. Gleichzeitig damit wurde jeweils eine Münze aus der Zeit des Carausius und des Allectus gefunden. Durch eine dendrochronologische Analyse der Holzstämme konnte festgestellt werden, dass dieses Holz zwischen 280 und 300 n. Chr. geschlagen worden war. Die Münze des Allectus sprach zusätzlich für das Jahr 293 n. Chr. als terminus post quem dieser Festung, höchstwahrscheinlich wurde sie also auch von ihm in Auftrag gegeben.
Die exakte Datierung von Pevensey-Anderitum in die Regierungszeit des Allectus macht es daher wiederum sehr wahrscheinlich, dass ursprünglich tatsächlich Carausius für den Aufbau des Wash-Solent-Limes verantwortlich war. Dies erscheint auch wegen des Verlustes seines wichtigsten gallischen Flottenstützpunktes Boulogne-sur-Mer (Gesoriacum) 293 n. Chr. plausibel, da Britannien ab diesem Zeitpunkt gegen eine Invasion der Reichstruppen vom Kontinent her weitaus verwundbarer war. Nach Niederlage und Tod des Allectus war jedoch klar, dass die Kastelle hierfür unbrauchbar waren. In der zweiten Hälfte des 4. Jahrhunderts dürften sie aber aufgrund zunehmender Überfälle der Angelsachsen bei ihrer Abwehr wieder gute Dienste geleistet haben.

### Befestigte Häfen
Andere Forscher wiederum sehen wenig Zusammenhang zwischen den Kastellen der Sachsenküste und der Bedrohung durch fremde Völker oder Piraten.
Speziell John Cotterill vertritt die Theorie, dass die Kastelle als befestigte Handelshäfen nur rein kommerzielle Aufgaben hatten und in die eigentliche See- und Küstenverteidigung überhaupt nicht eingebunden waren. Die Lage der meisten Kastelle, nahe der Mündung schiffbarer Flüsse, erlaubte durchaus die gleichzeitige Nutzung für militärische und kommerzielle Zwecke. Ihre Infrastruktur könnte als Stapelplatz der Versorgungsgüter für Inlandsgarnisonen vorgesehen gewesen sein oder diente als Sammel- und Umschlagplatz landwirtschaftlicher Güter und anderer Erzeugnisse der Region. Die meisten der hier umgeladenen Waren gingen wohl direkt an die Nordgrenze, aber es ist sehr gut möglich, dass die Kastelle auch eine wichtige Rolle bei der Versorgung Galliens und der Rheingrenze spielten, da die Kanalroute für die Versorgung mit Getreide aus Britannien 359 n. Chr. vom Caesar des Westens, dem späteren Kaiser Julian, wieder geöffnet wurde. Damit wurden die Voraussetzungen für größere Operationen der gallischen Feldarmee am Niederrhein geschaffen. Zu diesem Zweck ordnete Julian u. a. auch den Bau von 600 großen Getreidefrachtern an. Die Kastelle der Sachsenküste dürften daher auch als Etappenquartiere der Verstärkungen für Julians Armee gedient haben. Auch der spätere Gebrauch von Richborough-Rutupiae durch den Feldherren Flavius Theodosius als Landeplatz für seine Armee zur Bekämpfung der sog. barbarica conspiratio von 367 n. Chr. zeigt, wie nützlich diese Häfen sein konnten. Wenn die Kastelle also wirklich Teile eines umfassenden Logistiksystems waren, könnte dies auch das Konstruktionsprinzip der Kastelle Brancaster-Branoduno, Caister-on-Sea und Reculver-Regulbium in den Dekaden vor den ersten historisch verbürgten Hinweisen auf Piratenaktivitäten an der Nordsee und im Kanal erklären.

## Die Kastelle
Die Reste der Sachsenküstenkastelle sind bis heute eindrucksvolle Zeugen der römischen Herrschaft über die britische Insel geblieben. Diese Festungsbauten hatten den für diese Zeitperiode typischen massiven Charakter. Die meisten hatten aber noch einen annähernd rechteckigen Grundriss nach römischem Standard, nur selten finden sich allerdings Spuren einer steinernen Innenbebauung. Vergleichbare Anlagen findet man auch an der Westküste, in Wales.
In der Spätantike standen die meisten Sachsenküstenkastelle noch direkt an der Küstenlinie, heute hat die See bei einigen von ihnen schon große Teile weggespült (z. B. Walton) oder die ehemaligen Strände sind verlandet, sodass sie nun weit im Landesinneren liegen wie Richborough, das heute ca. 3,5 km von der Küste entfernt liegt.
Nach dem Abzug der Römer im Jahre 410 n. Chr. wurden einige Kastelle aufgegeben, zerstört oder der angelsächsischen Kirche zur weiteren Nutzung übergeben; später errichteten die Normannen teilweise Burgen auf ihren Grundmauern.

## Spätantiker Festungsbau in Britannien
Während des 3. Jahrhunderts durchlief der römische Festungsbau einen grundlegenden Wandel. Neue Verteidigungskonzepte wurden nötig, sowohl für militärische Zwecke als auch für zivile Städte, die Verteidigungsanlagen erhielten einen wesentlich massiveren Charakter. Obwohl das architektonische Design der Küstenkastelle in Britannien nicht standardisiert ist, weisen sie doch auch Ähnlichkeiten mit den Kastellen in Gallien auf. Dies war eine Konsequenz aus der neu erworbenen Fähigkeit der germanischen Invasoren in Gallien, nun auch längere Belagerungen durchzuführen. Die Römer mussten Ende des 3. Jahrhunderts mit einer neuen Festungsarchitektur darauf reagieren, um die urbanen Zentren Galliens besser vor Überfällen der Franken und Alamannen zu schützen.
Die bisherige Praxis der präventiven Vorwärtsverteidigung der Prinzipatszeit (Eindringen ins Feindesland und Ausschalten der feindlichen Kräfte, noch bevor sie auf das Reichsgebiet vordringen konnten) wurde nun durch eine wesentlich defensivere Kriegsführung (z. B. entschlossenere Verteidigung der Festungen) ersetzt. Die Kastelle alten Stils waren noch ganz an die alte Strategie der Bewegung und Vorwärtsverteidigung angepasst, meist an geographisch günstig gelegenen Örtlichkeiten platziert, um feindliche Invasoren noch im Vorfeld abfangen zu können, ihre Türme dienten daher in erster Linie zur Beobachtung und nicht dazu, den Feind mit einem vernichtenden Abwehrfeuer einzudecken.
Die Ringwälle wurden immer höher und dicker und diese Bauart wurde nun allgemein im Reich üblich.
Gleichzeitig mit der zunehmenden Verstärkung der Festungswerke wurden auch architektonische Innovationen eingeführt. Solide, aus der Mauerflucht hervorragende Türme mit Plattformen für Kriegsmaschinen und Bogenschützen wurden in regelmäßigen Abständen an die Festungswälle angebaut. Die Tore, von jeher Schwachstellen, wurden nun durch ein oder zwei massive Flankentürme neben einem schmaleren Eingang erheblich verstärkt.
All diese Neuerungen waren exemplarisch für die neue Art der römischen Kriegsführung, die vorkragenden Rundtürme waren dafür von elementarer Wichtigkeit und unterstreichen zusätzlich noch deren brutalen Funktionalismus.
Oft gab es auch regionale Unterschiede im Festungsbau, es gab halbrunde, polygonale oder rechteckige Türme, aber immer aus der Ringmauer hervortretend. Der Verlauf der Wehrmauer war weitgehend an die örtliche Topographie angepasst, um Angreifer so weit und so lange wie es nur ging fernzuhalten. Neue Kastelle wurden, wenn möglich, auf erhöhtem Grund errichtet; bevorzugt wurden Plateaus, von denen man eine gute Rundumsicht hatte. Die herkömmlichen Spitzgräben wurden durch breitere, flachbödige Gräben ersetzt, die bei Gefahr auch geflutet werden konnten. Diese wurden jetzt auch etwas weiter von den Mauern entfernt angelegt, um dazwischen eine Art Todeszone zu schaffen.
Die neuen Wälle erforderten jedoch auch massivere innere Abstützungskonstruktionen. Es waren nicht mehr die einfach konstruierten, steinverkleideten Holz-Erde-Wälle der frühen Kaiserzeit, nun wurden dicke mit Bruchstein gefüllte Gussmauerwerke hochgezogen, die an Vorder- und Rückseite mit Quadersteinen verblendet waren. Die Wiederverwendung von Altmaterial unterschiedlichster Herkunft wurde nun allgemein üblich, immer wieder finden die Archäologen Teile von Statuen, Altären, Säulen und Grabsteinen in den Überresten der Festungsbauwerke dieser Zeit. Als günstigere Alternative wurden aber auch oft alte Kastelle wieder instand gesetzt und durch Neubauten zusätzlich verstärkt und modernisiert.
In den Kastellen der Sachsenküste vermischen sich zahlreiche alte und neue Stilelemente, sie können daher mehrheitlich als Bauwerke des Übergangs angesehen werden. Die Kastelle von
- Branchester-Branodunum,
- Caister-on-Sea sowie
- Reculver-Regulbium

wurden nachweislich schon vor dem späten 3. Jahrhundert errichtet.
Diese drei Kastelle weisen noch die typische Festungsarchitektur (Spielkartenform) des 2. Jahrhunderts auf. Ihre Mauern sind schmal, ohne eingearbeitete Steinbänder und an der Innenseite noch durch abgeschrägte, bis zum Wehrgang hinaufreichende Erdwälle verstärkt, die Türme stehen an der Innenseite und nur an den Ecken, die relativ simpel aufgebauten und leicht befestigten Tore sind nur an zwei Seiten zu finden. Sie sind somit direkte Nachfolger der Holz-Erde-Kastelle und der ersten steinernen Exemplare des 1. Jahrhunderts n. Chr. Kastelle wie
- Burgh Castle-Gariannonum

können schon als Festungsbauten des Übergangs angesehen werden.
Ihre Fächertürme sind nur an der unteren Basis mit der Hauptmauer verbunden, vermutlich erst nachträglich neu hinzugefügt, da die klassischen Ecktürme, auch wegen der noch abgerundeten Ecken dieses Kastells, den neuen strategischen Herausforderungen nicht mehr gerecht werden konnten; Fächertürme hingegen ermöglichten eine wesentlich breitere Streuung des Abwehrfeuers auf das Vorfeld.
- Kastell Dover-Portus Dubris

erscheint auf dieselbe Weise noch provisorisch und kann daher in die Jahre 275–80 n. Chr. datiert werden, desgleichen
- Kastell Lympne-Portus Lemanis,[20]

das von
- Bradwell-Othona

kann hingegen nicht zweifelsfrei eingeordnet werden, nach Interpretation der örtlichen Münzfunde dürfte es aber ebenfalls in der gegenständlichen Zeitperiode errichtet worden sein.
Die letzte Ausbauphase von
- Kastell Richborough-Rutupiae

könnte in den frühen 270er-Jahren abgeschlossen worden sein.
Zahlreiche Münzen des Carausius, die man in den untersten Ausgrabungsschichten gefunden hat, lassen darauf schließen, dass hier der Endausbau zu Beginn seiner Herrschaft, 285 n. Chr., oder schon bald danach in Angriff genommen wurde. Alle diese Kastelle sind zwar noch als typische Vertreter der Festungsbauschule des 2. Jahrhunderts n. Chr. anzusehen, sind aber schon wesentlich „nachgerüstet“ worden.
Für den Entstehungszeitraum von
- Kastell Portchester-Portus Adurni

kann nach den dortigen Münzfunden ebenfalls die Zeit der Usurpation des Carausius, also um die Mitte der 280er-Jahre, angenommen werden. Es scheint daher gut möglich, dass er persönlich den Bau dieses wichtigen Flottenstützpunktes initiiert hat.
- Pevensey-Anderitum

wurde schließlich als letztes Kastell der Sachsenküste während der Herrschaft des Carausiusnachfolgers Allectus, 293 n. Chr., oder kurze Zeit später vollendet.

### Tore und Türme
Aufgrund der viel massiveren Bauart spätantiker Türme und Festungstore waren diese auch stabil genug, um mit schwerer Torsionsartillerie bestückt zu werden. Die vor der Mauer stehenden Türme ermöglichten einen viel besseren Überblick auf das Vorfeld des Kastells und erlaubten es, die Belagerer in ein vernichtendes Kreuzfeuer zu nehmen, noch bevor sie überhaupt die Mauer erreicht hatten. Die Türme besaßen hierfür meist zwei übereinander liegende Plattformen und waren mit halbrunden großen Fenstern versehen. Diese Fenster waren für die Artillerie (ballistae) notwendig, da sie ein breiteres Schussfeld ermöglichten. Ihre Dächer waren für gewöhnlich flach und mit Zinnen versehen oder zeltförmige bzw. halbrunde Ziegeldächer, die die darunterliegende Plattform auch noch zusätzlich vor feindlichem Beschuss schützten.
Die Wehrgänge der Tore waren meist gemauert und wurden durch die beiden Tortürme unterbrochen, die die Zugänge zum Tor selbst und die benachbarte Mauer flankierten. Das Tor selbst stand immer hinter der Mauerflucht, dies erlaubte den Verteidigern, den anstürmenden Feind von drei Seiten aus, wie in einer Art Zwinger, mit ihrem Abwehrfeuer einzudecken. Die Torflügel bestanden aus Holz, beschlagen mit Eisenplatten, um sie besser vor Feuer zu schützen. Die Torbauten waren meist zweistöckig und nur noch von einer Durchfahrt durchbrochen.

### Innenbauten
Während des frühen Prinzipats waren die Innenbauten eines Kastells immer entlang der beiden Lagerhauptstraßen angelegt (via praetoria, via principalis), die sich im Zentrum des Kastells kreuzten; dies war auch immer diejenige Stelle, an der das Lagerhauptquartier in einem römischen Kastell zu finden war (principia). Dieser Standard wurde mehr oder weniger bis in die Mitte des 3. Jahrhunderts n. Chr. beibehalten.
Die Kastelle, die ab diesen Zeitpunkt errichtet wurden, unterschieden sich nun auch in Bezug auf ihre Innenbauten wesentlich vor ihren Vorgängern. Der umstrittenste Aspekt war hierbei die geringe Raumausnutzung innerhalb der Verteidigungsmauern. Viele Gebäude wurden nun gezielt entlang einer inneren Umfahrungsstraße (via sagularis) gebaut. Ab dem 4. Jahrhundert wurden die Kasernenblöcke direkt an den Wällen angelegt, vielleicht um diese während einer Belagerung besser vor Brandgeschossen zu schützen. Badehäuser, früher ausnahmslos im Außenbereich der Kastelle, wurden nun ebenfalls ins Innere der Festungen verlegt, dies trotz der großen Feuergefahr, die von ihnen ausging. Die Lage der Gebäude am Rande ließ nun im Zentrum des Kastells eine große Fläche frei; Kommandogebäude waren oft überhaupt nicht mehr vorhanden, wenn doch, dann genügte dafür ein einfaches, ebenerdiges Gebäude, sie waren offensichtlich nicht mehr alleiniger Mittelpunkt des Garnisonslebens.
Auch diese Veränderungen im Gegensatz zu den Zeiten des Prinzipates hatten wohl ihre Ursache in den großen Umbrüchen, die auch die Organisation der römischen Armee durchmachte. Während des späten Reiches wurden Administration und Logistik mehr und mehr zentralisiert. Die Ausrüstung wurde meist in zentralen, staatlich geführten Manufakturen (fabricae) hergestellt und dort auch repariert, auch die Nahrungsversorgung wurde straffer kontrolliert. Folglich reduzierte sich auch die Anzahl der Kornspeicher und Werkstätten in den Kastellen, da sie nicht mehr in so großer Anzahl wie früher benötigt wurden. Die früher aufwendige Lagerverwaltung wurde erheblich reduziert, ein eigenes Verwaltungsgebäude für jedes Kastell war daher unnötig.
Der Unterschied zwischen dem Innenbereich frühkaiserzeitlicher und spätrömischer Kastelle ist besonders gut an den Exemplaren der britischen Sachsenküste zu sehen. Wir dürfen annehmen, dass hierbei Reculver-Regulbium ein Musterbeispiel für die Kastelle des frühen 3. Jahrhunderts ist. Bei Stichgrabungen entlang der geschotterten Überreste der via principalis, via praetoria und via sagularis machte man diesbezüglich dort zahlreiche Entdeckungen. Die in Steinbauweise errichteten principia waren unterkellert, wohl ein sacellum (Fahnenheiligtum), das Gebäude lag nach klassischer Manier genau in der Mitte des Kastells, die umliegenden Gebäude dienten als Kasernen, Werkstätten und für andere untergeordnete Funktionen.
Schwerer zu interpretieren sind später entstandene Kastelle der Sachsenküste. Viele der Gebäude, die innerhalb ihrer Mauern ausgegraben und untersucht wurden, entpuppten sich als einzelstehende Holzbauten. In Dover-Dubris z. B. fand man davon allein elf Stück, mit runden, rechteckigen oder ovalen Grundrissen. Man entdeckte gleichzeitig u. a. auch geschotterte Straßen mit hölzernen Gehsteigen und Schmelzöfen samt Aschengruben. Das Kastellbad (thermae) aus dem 2. Jahrhundert lag ursprünglich außerhalb des frühkaiserzeitlichen Kastells, wurde aber später in den Innenbereich des nun zwischen Zivilbevölkerung und Militär aufgeteilten spätrömischen Kastells miteinbezogen und weiterverwendet, wenn auch in einer leicht veränderten Form. Solche Badehäuser wurden auch in Richborough-Rutupiae und Lympne-Lemanis ausgegraben. Spuren von Zementböden lassen auch hier auf hölzerne Gebäude schließen, wahrscheinlich nur gewöhnliche Mannschaftsunterkünfte, in Portchester-Portus Adurni fand man ebenfalls solche Zementböden und auch Abwasserkanäle.

### Lage
Generell wurden die Kastelle an strategisch günstigen Plätzen auf vor den Gezeiten sicherem Boden und nahe, aber nicht direkt an der offenen See errichtet. Den Naturgewalten direkt ausgesetzte Häfen waren bei römischen Architekten nie beliebt und in den meisten Fällen waren sie bemüht, durch natürliche Barrieren vor der See geschützte Plätze zu nutzen wie z. B. in Brancaster, Reculver, Richborough, Portchester und Lympne.

### Konstruktionsmerkmale
Das Prozedere bei der Errichtung eines Kastells am Wash-Solent-Limes war im Grunde immer gleich. Der Bau begann mit dem Aushub eines rechteckigen und flachbödigen, 0,7 × 1,5 m messenden Graben, dann legte man normalerweise zuerst große Steinblöcke auf, auf denen man dann die Mauer aufsetzte. So ein Fundament war hauptsächlich Trockenmauerwerk, bestehend aus Flint, Kreide oder anderem unmittelbar vor Ort verfügbaren Steinmaterial, gelegentlich vermischt mit Lehm. Manchmal fand sich auch ein dünner Betonanstrich (Pevensey, Brancaster). War der Untergrund sumpfig und instabil oder sollten die Mauern eine beträchtliche Höhe erreichen, wurde auf Holzpfählen (Piloten) gebaut (Richborough, Lympne, Pevensey).
Die Außenseite der Mauer verlief gerade, die Innenseite hingegen oft treppenförmig, nach oben hin immer schmaler werdend (Burgh Castle) oder auch abgeknickt, das garantierte eine zusätzliche Stabilität. Sorgfältig gesetzte Reihen kleiner rechteckiger Feuersteine bildeten die Außenseiten der Wehrmauer, der Zwischenraum wurde mit einem gestampften Mix aus Bruchstein und Mörtel (Sand, Kies, Kalk) gefüllt, dann eine weitere Reihe von Decksteinen aufgemauert, der Zwischenraum wiederum mit Gussmauerwerk aufgefüllt usw. Hatte die Mauer eine Höhe von 1,5 m oder höher erreicht musste für den Weiterbau ein Arbeitsgerüst aufgestellt werden; dieses bestand aus Holzbalken, die horizontal und vertikal an der Außenseite der Mauer entlangliefen oder in dafür vorbereitete Aussparungen der Mauer verkeilt wurden.
Diese Art von Mauerkonstruktion hatte allerdings bei der Verbindung der äußeren Deckschicht mit der Innenfüllung der Mauer eine empfindliche Schwachstelle. Deswegen fügten die Baumeister oft immer wieder längere, flachere Steine in die Verblendung ein, die sich besser mit den Gussmörtel verbinden ließen; als zusätzliche Verankerung wurden regelmäßig horizontale Bänder, bestehend aus Ziegeln, flachen Steinen oder wiederverwendeten Altmaterial, in die Konstruktion einbezogen, da diese meist viel weiter in die Gussmörtelfüllung hineinreichten als die äußeren Decksteine. Solche Ziegel/Steinbänder sind daher ein signifikantes Merkmal spätantiker Architektur.
Die tatsächliche Höhe der Kastellmauern ist heute nicht mehr exakt feststellbar. Einen Anhaltspunkt hierfür liefert Vitruv, Architekturtheoretiker im 1. Jahrhundert v. Chr., er schreibt, dass ein klassischer Holz-Erde-Wall von der Breite her so beschaffen sein müsse, dass sich voll bewaffnete Männer bequem an der Mauerkrone aufstellen und ohne sich gegenseitig zu behindern aneinander noch vorbeilaufen können müssen.
Die Breite der noch am höchsten erhaltenen Kastellmauer an der Sachsenküste, die von Burgh Castle (4,5 m), lässt annehmen, dass sie noch bis zu ihrer ursprünglichen Höhe aufrecht steht; addiert man noch die Brustwehr hinzu (im Durchschnitt 1,6 m), kommt man auf eine Höhe von rund 6 m. Andere Kastelle hatten jedoch schmälere Wälle (Richborough, Portchester, Pevensey).

### Baumaterialien
Baumaterial für die Errichtung der Kastelle der Sachsenküste wurde aus nah und fern herbeitransportiert. In den meisten Fällen verwendete man aber natürlich jenes, das in unmittelbarer Nähe der Baustelle gewonnen werden konnte.
Lympne verdient in dieser Hinsicht besondere Beachtung. Hier nutzten die Römer ausschließlich die Materialien, die in der näheren Umgebung zu finden waren, z. B. Kalkstein, der nur wenige 100 m entfernt gebrochen und für die Innenfüllung und die Decksteine verwendet und auch zu Mörtelkalk gebrannt werden konnte; Kies und Sand wurden vom nahen Strand herbeigeschafft, Bauholz in den umliegenden Wäldern geschlagen. Für die charakteristischen Ziegelbänder wurde meist das Material aus abgerissenen Vorgängergebäuden verwendet.
Reculver hingegen ist ein gutes Beispiel für eine andere Vorgehensweise in der Materialbeschaffung. Zu fast 90 % wurde hier Material verwendet, das mindestens 20 km entfernt gewonnen wurde. Es wurde sogar „Kentish ragstone“ verbaut, der offenbar aus den Medway-Steinbrüchen, immerhin 70 km entfernt, herbeigeschafft wurde.
Die Verwendung von wiederverwendetem Altmaterial ist besonders gut in Richborough und Lympne zu beobachten, wo eine große Menge an tegulae, Dachziegel, in die Ziegelbänder eingebaut wurde. Man muss zwar schon genauer hinsehen, aber solche „Second-hand-Steine“ sind hier überall zu entdecken, für das Fundament wurden z. B. an beiden Plätzen Blöcke von nutzlos gewordenen Monumentalbauten wiederverwendet. Besonders bei Richborough vermutet man, dass bis zu 70 % des Baumaterials von einem Triumphbogen des Claudius aus dem 1. Jahrhundert stammt. Er lieferte vermutlich bis zu 16.000 m³ des benötigten Steinmaterials. In den meisten Fällen wurde es aber von der nahen Küste herangeschafft, lockeres Gestein (z. B. Feuerstein) kam hier in Massen vor und konnte leicht abtransportiert werden. Sand und Kies für den Mörtel war ebenfalls reichlich vorhanden.

### Arbeitskräfte
Bauprojekte in dieser Region erforderten wohl keine speziell ausgebildeten Handwerker, die meiste Arbeit fiel ohnedies bei der Steingewinnung an, nur ein kleiner Teil musste von Fachkräften wie z. B. Maurern und Zimmerleuten erledigt werden. Die Armee dürfte aber auch hier eine tragende Rolle innegehabt haben, da in ihren Reihen traditionell eine große Anzahl an Spezialisten diente, die rasch auf den Baustellen eingesetzt werden konnten, obgleich auch sicher viele Arbeitskräfte von der örtlichen Zivilbevölkerung gestellt werden mussten, hier insbesondere von den Angehörigen der Handwerkszünfte.
Ein Jurist des 2. Jahrhunderts, Tarrutienus Paternus, Prätorianerpräfekt unter Kaiser Commodus und anerkannter Militärspezialist, bestätigt dies. Seine Beschreibungen von Soldaten berichten u. a. von den sog. immunes (vom schweren Dienst befreit), sie setzten sich u. a. aus Architekten, Schiffbauern, Stellmachern, Steinmetzen, Kalkbrennern, Holzfällern und Köhlern zusammen. Man findet hier also schon eine vollständige Liste aller derjenigen Facharbeiter, die für den Bau eines Kastells benötigt wurden.
Von den Vorgängerbauten in Reculver-Regulbium und Branodunum (Branchaster) sind u. a. gestempelte Dachziegel erhalten geblieben, die von zwei Einheiten, der cohors I Baetasiorum und der cohors I Aquitanorum, gebrannt wurden; sie belegen die Beteiligung ihrer Soldaten am Bau der Kastelle. Bevor sie in den Süden abgezogen wurde, war die cohors I Aquitanorum z. B. in Brough-on-Noe stationiert, wo sie ebenfalls zu Bauarbeiten eingesetzt wurde.
Bei später entstandenen Kastellen der Sachsenküste hingegen ist weniger klar, wer an ihrem Bau direkt beteiligt war. Ab dem 3. Jahrhundert wurde der Mannschaftsstand der römischen Armee in Britannien immer weiter reduziert, sodass am Ende des Jahrhunderts von den ursprünglich geschätzten 55.000 Mann (um 210 n. Chr.) wahrscheinlich nur noch ein wenig mehr als die Hälfte übrig war. Entscheidend hierfür ist auch, dass sich damit auch die Zusammensetzung der Truppen in dieser Zeit verändert hat und sich ab Mitte des 3. Jahrhunderts die Anzahl der verfügbaren Armeehandwerker ebenfalls reduziert haben muss.
Trotz solcher Aderlässe war die römische Armee in Britannien zu diesem Zeitpunkt noch nicht überstrapaziert, seine Provinzen waren größtenteils von den zeitweise heftigen Auseinandersetzungen, die im übrigen Imperium wüteten, unbehelligt geblieben. Es ist sehr wahrscheinlich, dass Angehörige der Armee beim Bau der letzten Kastelle an der Sachsenküste federführend waren und die vor Ort eingesetzten britischen Einheiten während der Sezession des britischen Sonderreiches unter Carausius und Allectus auch durch Kontingente aus Gallien unterstützt wurden.

## Siedlungstätigkeit außerhalb der Kastelle
Kleinere Zivilsiedlungen (vici) lagen vor fast allen römischen Kastellen. Die meisten von ihnen waren örtliche Zentren von Handwerk und Handel im bescheidenen Umfang, einfach und anspruchslos angelegt. Auch bei den meisten Kastellen der Sachsenküste wurden solche Siedlungen gefunden, die größte bei Brancaster. Luftbildaufnahmen enthüllten hier die Umrisse zahlreicher Gebäude, von deren Standort aus Straßen in alle Himmelsrichtungen führten. Daran anschließende Ausgrabungen im Westen des Kastellvorfeldes bestätigten die Beobachtungen aus der Luft.
Auch um Burgh Castle konnte eine nennenswerte zivile Siedlungstätigkeit nachgewiesen werden, die restlichen Kastelle der Sachsenküste sind in dieser Hinsicht aber noch zu wenig erforscht. Ausnahmen sind hierbei Pevensey und Portchester, hier gab es solche Dörfer nicht, da sie auf felsigen Halbinseln und zu nah am Meer lagen. Im Innenbereich von Portchester-Portus Adurni konnten allerdings Spuren kleinerer Werkstätten und einer Fleischerei beobachtet werden.

## Die Kastelle in Britannien
Die bekannten Kastelle an der britischen Sachsenküste sind (von Nord nach Süd):
- Branodunum – Brancaster
- Caister-on-Sea (Kastell) – Caister-on-Sea
- Garrianonum – Burgh Castle
- Walton Castle
- Othona – Bradwell-on-Sea
- Regulbium – Reculver
- Rutupiae – Richborough
- Dubris – Dover
- Portus Lemanis – Lympne
- Anderitum – Pevensey
- Portus Adurni – Portchester Castle
- Clausentum ? – Bitterne

## Signalstationen
Gegen Ende des 4. Jahrhunderts n. Chr. wurde entlang der Küste von Yorkshire eine Kette von Kleinfestungen errichtet. Ihr Kernwerk bestand aus einen bis zu 30 m hohen Leuchtturm, der von einer Ringmauer und einem Graben, der durch eine breite Berme von der Mauer getrennt, umgeben war. An jeder Ecke stand zur Verstärkung der Ringmauer eine kleine Rundbastion. Sie wurden von der römischen Armee zur Beobachtung und Nachrichtenweitergabe mittels Feuer oder Rauchsignalen erbaut. Im späten Kaiserreich durchliefen diese Signalstationen eine ähnliche Entwicklung wie die Kastelle. Sie wurden wesentlich größer und massiver gebaut um sie, auch mit wenigen Soldaten, besser verteidigen zu können. Sie standen in fast gleichmäßigen Abständen zwischen Huntcliff und Filey, eine Strecke von fast 60 Kilometern, und waren an guten Aussichtspunkten bzw. Landzungen positioniert. Die Ähnlichkeiten in ihren Grundrissen und ihre Nutzungsdauer lassen darauf schließen, dass sie evtl. auch als Küstenverteidigungsanlagen oder Fluchtburgen dienen sollten. Jede von ihnen war als isoliert wirkungslos, zusammen jedoch bildeten sie ein effizientes Überwachungsnetzwerk. Laut einer Bauinschrift aus Ravenscar wurden diese Befestigungen als „turrem et castrum“ bezeichnet. Die Aufgabe ihrer Besatzungen bestand darin, nach potenziellen Plündererschiffen Ausschau zu halten und bei einem drohenden Angriff die Kastelle und Flottenstationen der Classis Britannica entlang der NO-Küste zu alarmieren. Diese Stationen waren organisatorisch wohl ebenfalls Teil der Befestigungskette an der Sachsenküste, die möglicherweise auf Initiative des weströmischen Machthabers, Stilicho (395–408), errichtet wurden.
Standorte (von Nord nach Süd):
- Huntcliff
- Goldsborough
- Whitby?
- Ravenscar
- Scarborough
- Filey

Hauptartikel: Signalstationen in Yorkshire

## Die Sachsenküste in Gallien

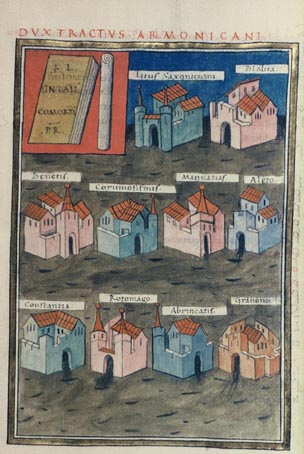
Notitia Dignitatum: Kastelle und Festungsstädte des gallischen litus Saxonicum, die unter dem Kommando des Dux tractus Armoricani et Nervicani standen

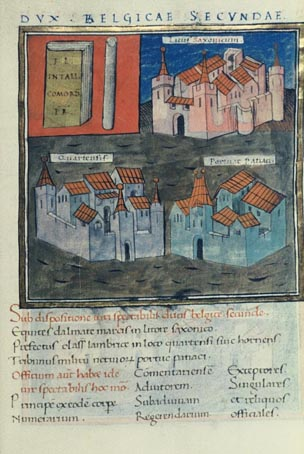
Notitia Dignitatum: Die Festungen unter dem Kommando des Dux Belgicae secundae

### Funktion
In Gallien bildete eine Linie von Festungen und Häfen an der Kanalküste zwischen Flandern und der Halbinsel Cotentin die dortige Küstenverteidigung, um Überfälle von Sachsen, Franken und Scoten an diesem Abschnitt abzuwehren. Die meisten dieser Städte/Kastelle dienten wohl ebenfalls als Stützpunkte und Kommunikationsverbindungen für Armee und Flotte.

### Name
Die Bezeichnung „Litus Saxonicum“ für die Küstenregion Galliens stammt wohl ebenfalls von sächsischen Stämmen her, die sich dort niedergelassen hatten. Die Römer fanden bei der Eroberung Galliens für die Region an der Biskaya und am Ärmelkanal den Namen Armorica vor. Dieses Wort bedeutet „Land längs des Wassers“ (vom keltischen ar „entlang“ und mor „Wasser“). Dieser Name, der von Gaius Iulius Caesar in seinen Commentarii de bello Gallico überliefert wird, ist teilweise auch heute noch in Verwendung.

### Entwicklung
Den Sachsenstämmen blieb bei einem von Osten kommenden Wanderungsdruck nur der Weg nach Westen offen. Hier mussten sie aber bald auf die Friesen treffen – von jeher ein hier ansässiger kriegerischer Germanenstamm –, dann an der Rheinmündung auf die Franken und die mit ihnen verbündeten Stämme, bei denen ebenfalls kein Unterkommen war. Aber südwestlich fanden sie, im römischen Reich, schwächere Völker vor. So entstand nach und nach das litus Saxonicum des nördlichen Galliens, in dem vielleicht auch noch Versprengte anderer germanischer Stämme (z. B. Jüten und Angeln) eine neue Heimat fanden.
Die Aufnahme zahlreicher sächsischer Söldner in die römische Armee machte den Namen der Sachsen als kühne, gefolgschaftlich organisierte Seefahrer auch bei ursprünglich ihnen nicht zugehörigen Bevölkerungsgruppen im Hinterland bekannt.
Der römische Chronist Eutrop deutet an, dass der Usurpator Carausius die Sachsen gezielt zur Ansiedlung im nördlichen Gallien ermuntert habe. Eutrop schreibt im neunten Buch seiner Geschichte, dass die Sachsen am Ende des dritten Jahrhunderts den tractus Belgicae et Armoricae heimgesucht hätten. Gleiche Angaben finden sich auch bei den Panegyrikern. Auch im Umland von Bayeux (damals Baiocas) werden die – dort seit dem vierten Jahrhundert ansässigen – Sachsen als Saxones Baiocassini erwähnt. Dies ist auch der Ort, den noch andere Quellen als Siedlungsmittelpunkt einer neuen Bevölkerungsgruppe angeben, diese aber nur unspezifisch als „Germanen“ bezeichnen. In der Notitia Dignitatum werden diese Neusiedler ebenfalls angeführt, ihre Stammesnamen weisen sie eindeutig als Germanen aus. Um Bayeux und Coutances (damals Constantia) saßen ebenfalls Laeti gentiles, und zwar Franci et Suevi. Erst nach den Unruhen des Bagauden-Aufstandes und der Rebellion des Carausius scheint diese Besiedlungsphase abgeschlossen worden zu sein. Nach Wiedereingliederung dieses Küstenabschnittes in das Reichsgebiet legalisierte Constantius Chlorus ihren Status und beließ den Stämmen ihre neuen Wohnsitze. Der letzte namentlich bekannte Dux der Belgica II war der Franke Childerich I. Er fungierte in der Endphase des römischen Galliens anscheinend als Verwalter (administrator) und sicher auch Befehlshaber des militärischen Aufgebots auf dem Territorium um die Stadt Tournai im Norden der Belgica Secunda. Es ist jedoch unklar, ob Childerich noch als römischer General oder schon als König (rex) agierte; sehr wahrscheinlich waren beide Ämter damals schon miteinander verschmolzen, nicht untypisch für Foederatenführer in jener Zeit.

## Die Küstenverteidigung in Gallien
Für die Verteidigung der Kanalküste in Gallien waren laut der Notitia Dignitatum zwei Duces verantwortlich.
Diese waren der
- Dux tractus Armoricani et Nervicani und der
- Dux Belgicae secundae,

die die Truppen in Flandern, der Normandie, der Bretagne und in Aquitanien befehligten.
Die gallische Küstenverteidigung stützte sich im Wesentlichen auf vier größere befestigte Städte:
- Constantia (Coutances) (in der Tabula Peutingeriana als Cosedia bezeichnet),
- Rotomago (Rouen),
- Abrincatis (Avranches) und
- Grannona.

In jeder dieser Städte/Kastelle lag ein größeres Kontingent der gallischen Limitanei. Diese einheimischen Grenztruppen wurden allerdings bereits in der zweiten Hälfte des 4. Jahrhunderts größtenteils durch Söldner oder Bundesgenossen (foederati) sächsischer oder fränkischer Neusiedler ersetzt.
Die Organisation dieses Küstenschutzes ist ebenfalls im Wesentlichen durch die Notitia Dignitatum bekannt, in der auch die örtlichen Truppenabteilungen angegeben sind. Erwähnt werden in der westlichen Notitia auch separate Kommandobereiche an der Nordküste Galliens, beide gehörten wohl ebenfalls noch zum Limes der Sachsenküste.

## Kastelle und Städte in Gallien
Die bekannten Kastelle/Städte an der gallischen Sachsenküste sind:
- Marcis (bisher noch nicht lokalisiertes Kastell, wahrscheinlich nahe der Hafenstadt Calais, möglicherweise das heutige Marquise oder Marck). In der Notitia ist dies zusammen mit Grannona der einzige Ort an der gallischen Küste, der ausdrücklich als am litore Saxonico liegend angegeben wird.
- Locus Quartensis sive Hornensis, dieser Stützpunkt lag wahrscheinlich an der Mündung der Somme und war Haupthafen der Classis Sambrica („Flottengeschwader der Somme“)
- Portus Aepatiaci (möglicherweise das heutige Étaples).

Seltsamerweise wird in der Notitia der Hafen von Gesoriacum oder Bononia, der seit dem 1. Jahrhundert n. Chr. das Hauptquartier der Classis Britannica war, nicht angegeben, obwohl er laut dem Chronisten Ammianus Marcellinus im 4. Jahrhundert noch in Betrieb war.
- Grannona (der genaue Standort ist bis heute umstritten, entweder an der Mündung der Seine oder beim heutigen Port-en-Bessin-Huppain), das Kastell war wahrscheinlich auch das Hauptquartier des Dux von Armorica.
- Rotomago (Rouen),
- Constantia (Coutances),
- Abricantis (Avranches),
- Grannono (der Ort ist unsicher zu lokalisieren, man glaubt dennoch, dass es nicht mit den schon oben erwähnten Grannona identisch ist, vielleicht ein Kastell beim heutigen Granville),
- Aleto oder Aletum (heutiges Aleth, nahe Saint-Malo),
- Osismis (Brest),
- Blabia (vielleicht Hennebont),
- Benetis (wahrscheinlich Vannes),
- Mannatias (Nantes),